# St. Jakobus (Stegen-Eschbach)

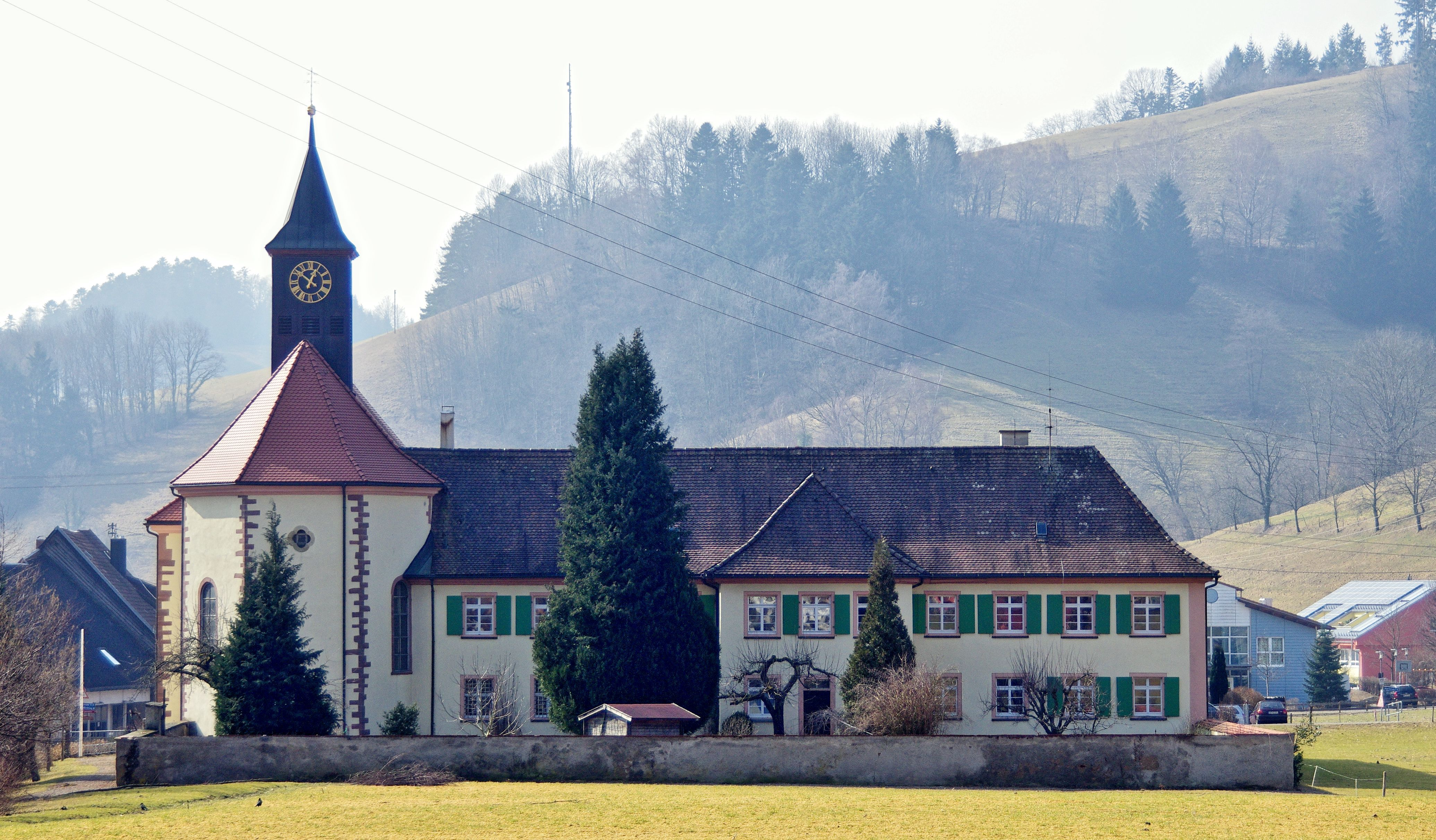
St. Jakobus mit Ostflügel des Pfarrhauses

St. Jakobus ist die römisch-katholische Pfarrkirche des zu Stegen gehörenden Dorfes Eschbach. Die Pfarrgemeinde gehört zur Seelsorgeeinheit Dreisamtal des Dekanats Neustadt. Die Geschichte der Pfarrei hat Wilhelm Gustenhofen (1832–1908) geschrieben, Pfarrer in Eschbach von 1880 bis 1908, und auf der Grundlage von dessen unpublizierter Chronik Josef Läufer, Pfarrer in Eschbach von 1982 bis 1994.

## Geschichte bis 1775

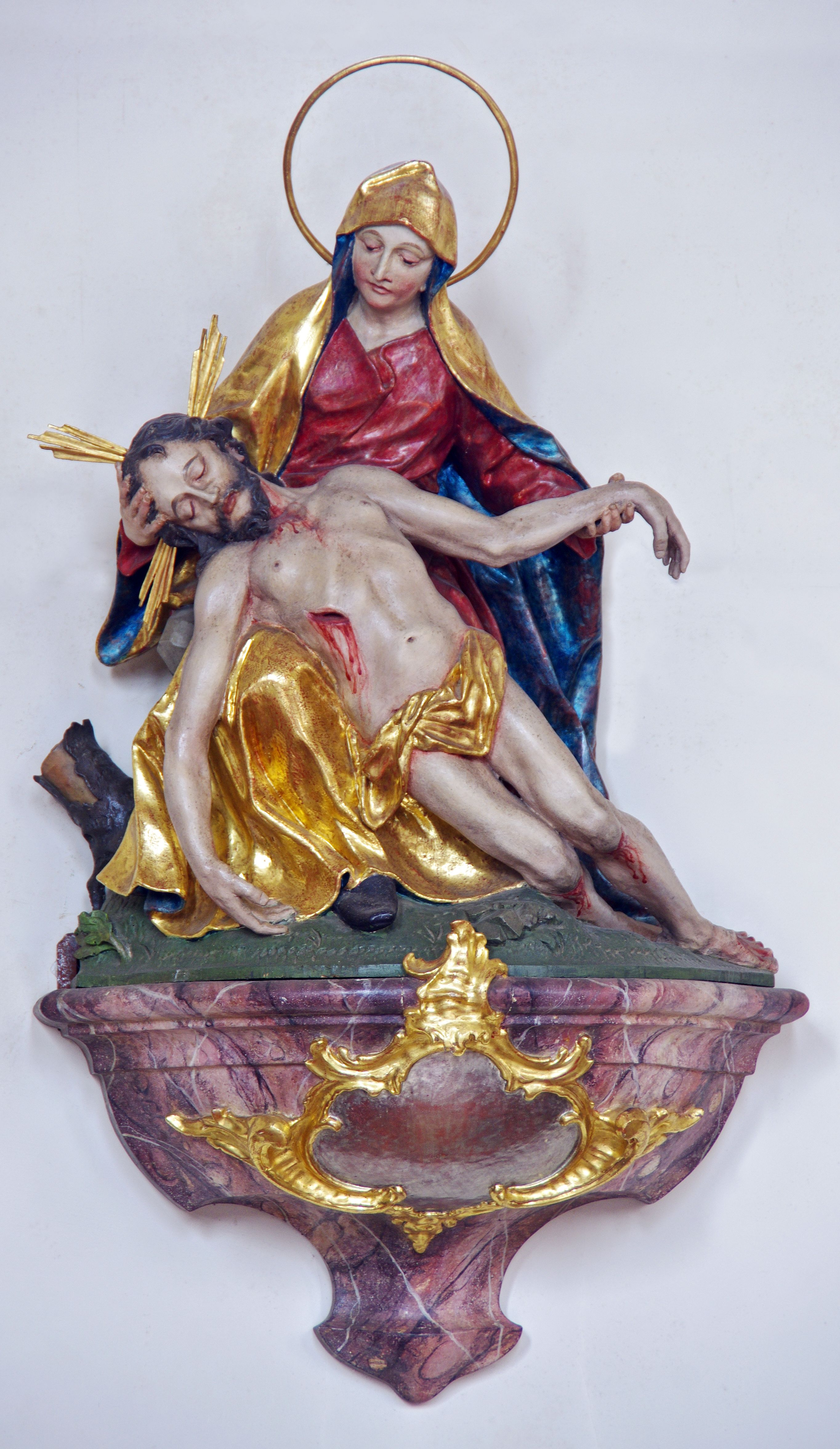
Fallers Pietà

Das Dorf Eschbach feiert im Jahr 2012 sein 900-jähriges Bestehen. Es wird zum ersten Mal im Rotulus Sanpetrinus erwähnt, einem im 12. und 13. Jahrhundert entstandenen Güterverzeichnis des Klosters St. Peter auf dem Schwarzwald. Ob allerdings „Acelinisbach“ in einer „VI kalendas Ianuarii, id est in natiuitate sancti Iohannis Euangeliste, Anno dominice incarnationis MCXII“ – das ist am 27. Dezember 1111 – datierten Urkunde das Dorf Eschbach meint, ist unsicher. Sicher ist das bei „molendinum unum in Asschebach, quod X solidos annuatim soluit“, „einer Mühle in Eschbach, die jährlich 10 Schillinge einbringt“ und über die Eppo, Abt des Klosters von 1108 bis 1132, verfügte. Das für das Jubiläum angenommene Gründungsjahr 1112 rührt vermutlich von dem Anno Domini MCXII der Nennung von „Acelinisbach“ her, einem Jahr, das auf 1111 umzurechnen ist. Jedenfalls siedelten Menschen hier zu Beginn des 12. Jahrhunderts.
Das Dorf besaß eine Jakobuskapelle, die Abt Philipp Jakob Steyrer in seinem Corpus Iuris Sanct-Petrini 1754 „sacellum antiquissimum“ nennt, uralt. Ihr Ursprung sei unbekannt. Abt Gallus (1585–1597) habe sie 1585 gründlich restaurieren und dabei ein in Stein gemeißeltes Jakobusbild über der Tür anbringen lassen mit seinem Wappen und der Inschrift: „Sacellum hoc renovari curavit R. D. Gallus Abbas Mon. S. Petri. Nemo transeat quin munus offerat“ – „Diese Kapelle ließ der hochwürdige Abt Gallus vom Kloster St. Peter neu herstellen. Niemand gehe vorüber, ohne ein Opfer zu bringen.“ Das Relief befindet sich heute außen über der südlichen Seitentür der Pfarrkirche. Unter der von Steyrer zitierten Schrift steht: „ORA PRO NOBIS S. JACOBE.“
Zur Zeit Steyrers war die Kapelle wieder baufällig. Der tatkräftige Abt ließ sie 1758, als er den Neubau des Klosterkonvents beendet hatte, abreißen und durch den zur Auer Zunft gehörenden Klosterarchitekten Hans Willam neu errichten. Der Rohbau stand nach elf Wochen, doch erfolgte die Konsekration erst am 30. August 1775. Der Konstanzer Weihbischof Baron von Hornstein weihte tags darauf die Wallfahrtskapelle auf dem Lindenberg in St. Peter (Hochschwarzwald) und noch einmal zehn Tage später die Pfarrkirche St. Nikolaus in Waldau, beide ebenfalls Werke von Hans Willam. Nachdem Eschbach seine eigene Pfarrkirche erhalten hatte, wurde die Kapelle Schule. Heute steht dort ein Wohnhaus, Mitteltal 33. Ein Torbogen, bezeichnet „1727 renofert“, blieb von der Vergangenheit.

Geschichte
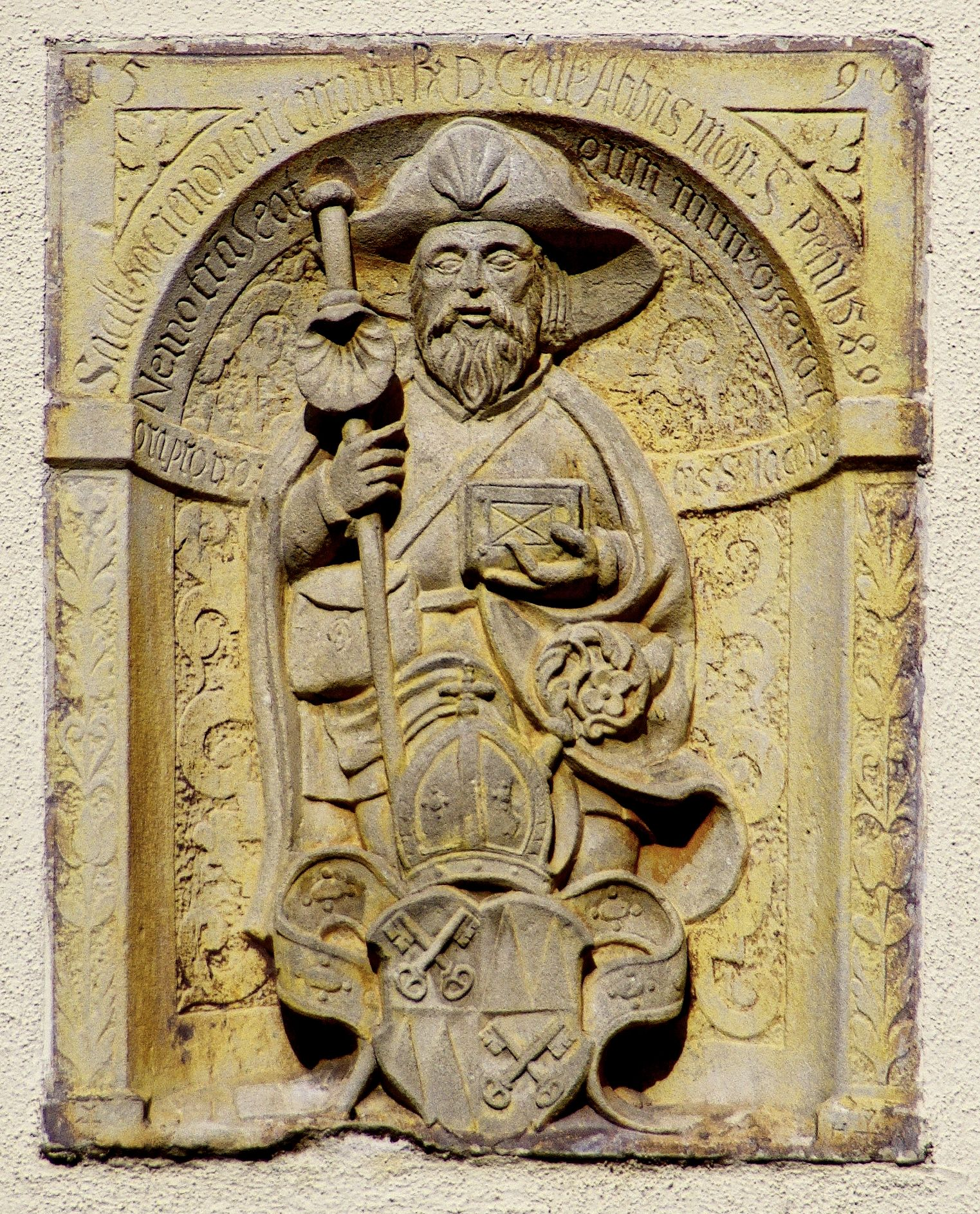
Jakobus-Relief von der verschwundenen Jakobuskapelle
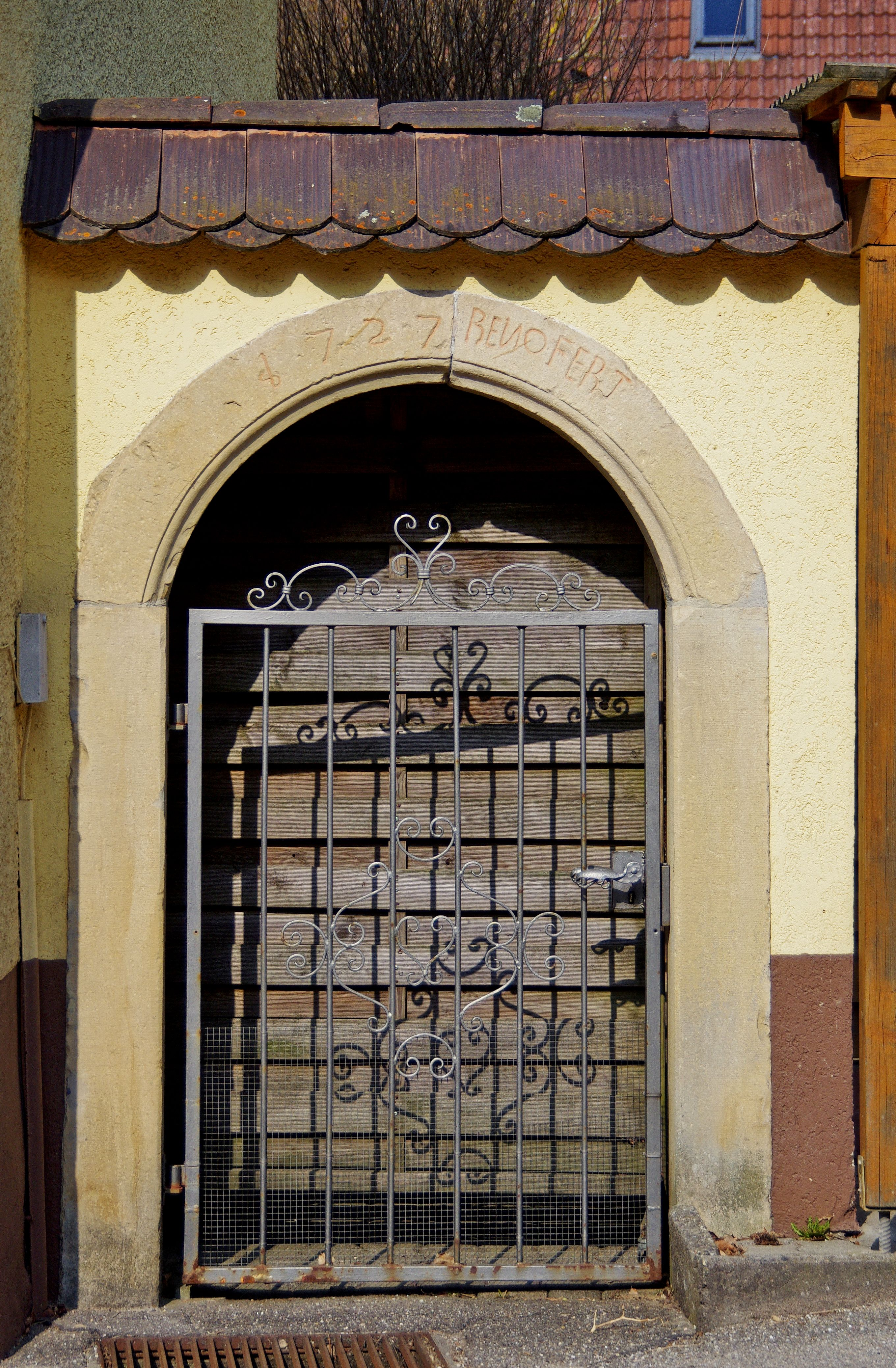
Torbogen der verschwundenen Jakobuskapelle
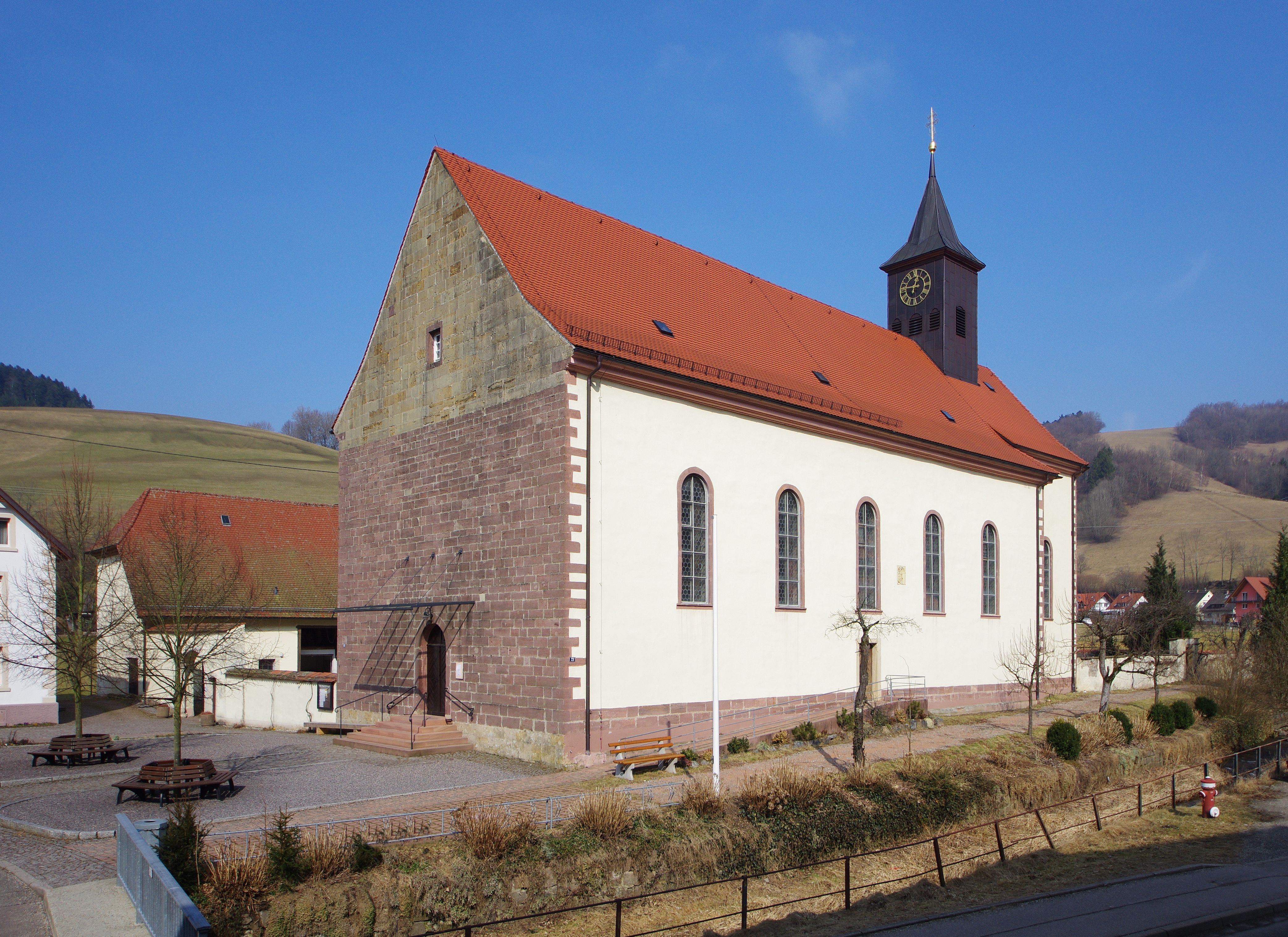
St. Jakobus von Südwesten
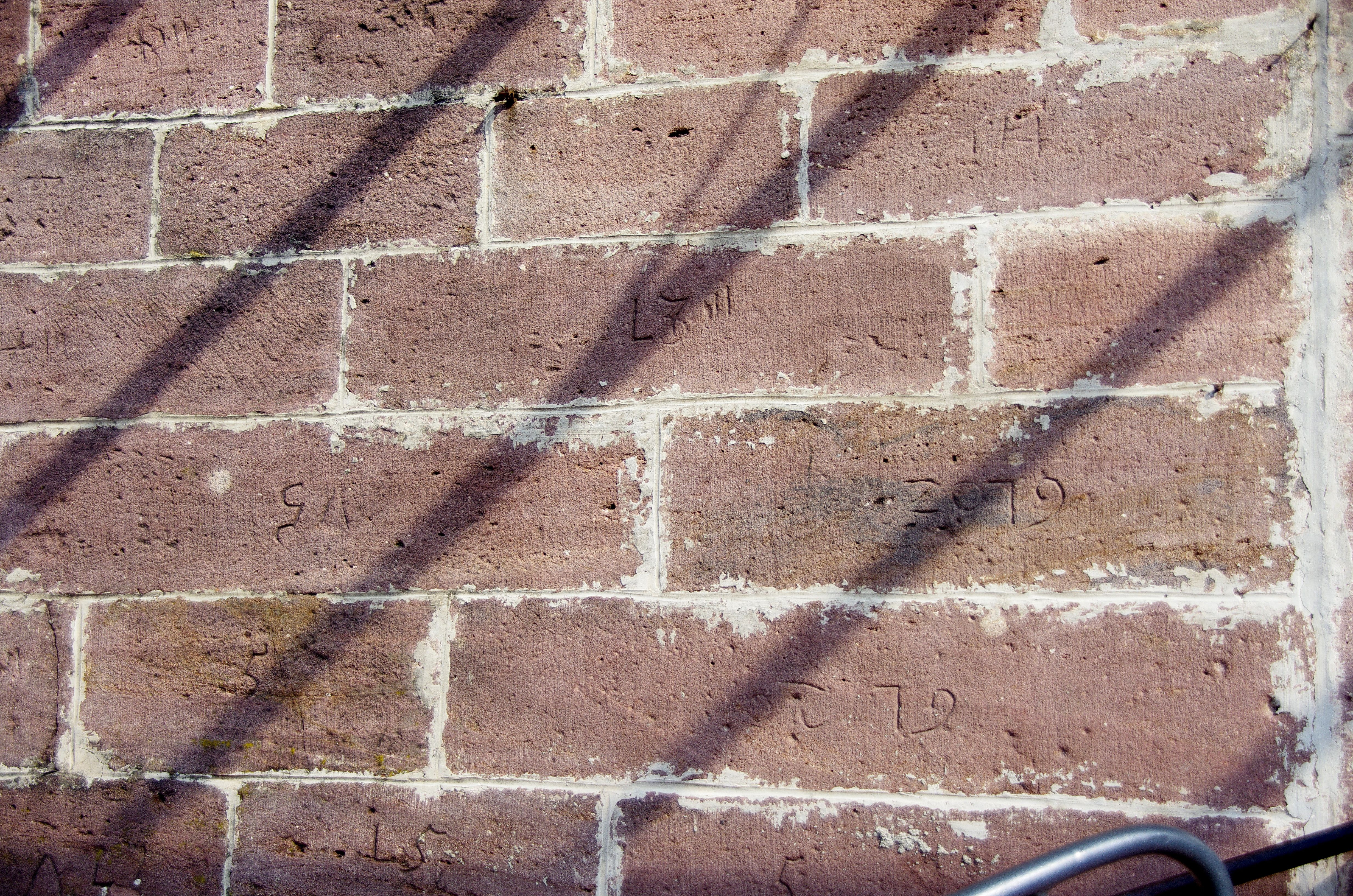
Steinmarkierungen an der Westfassade

## Die Lindenbergkapelle wird Pfarrkirche in Eschbach
Drastisch griff die Kirchenreform Kaiser Josephs II. in das religiöse Leben des nördlichen Dreisamtals ein. Die Klöster, der „Verfinsterung des Geistes“ verdächtigt, sollten beschnitten, „unnütze“ Wallfahrtskapellen aufgehoben, dafür neue Pfarreien errichtet werden. Bisher gehörte Eschbach zur Großpfarrei St. Gallus (Kirchzarten), wenn die Bewohner auch von Patres des Klosters St. Peter betreut wurden.
Die Gemeinde wünschte aber eine eigene Pfarrei und wandte sich deswegen wiederholt an die vorderösterreichische Regierung. Man erwog einen Standort in Stegen, wo es eine Sebastianskapelle gab, wählte aber schließlich Eschbach. Zum Ausgleich für die neue Pfarrkirche sollte gemäß einem Angebot des Grafen Heinrich Hermann von Kageneck (1738–1790) die auf seinem Grund stehende Lindenbergkapelle aufgegeben werden. Ein Regierungsdekret vom 30. Dezember 1786 bestimmte deren Abbruch und die Nutzung des Abrissmaterials zum Neubau von Pfarrkirche und Pfarrhaus in Eschbach. Der inzwischen 72-jährige Abt Steyrer musste zustimmen. Am 15. März 1787 wurde das Gnadenbild aus der Lindenbergkapelle in die Kapelle St. Ursula in St. Peter übertragen und anschließend der Abbruch begonnen. „Mit vieler Mühe schaffte man das taugliche Material den Berg herunter nach Eschbach. Vorher zeichneten die Handwerksleute, Steinhauer und Maurer, die verwendbaren Steine, Platten so mit Nummern, welche heute noch sichtbar sind, um sie nach den Nummern wieder leichter zusammensetzen zu können; so insbesondere die Altartreppen, den Bodenbelag mit Platten und die Hausteine, welche am Portal zur Fazete benützt werden konnten.“
Um den Bauplatz, die Größe des Pfarrhauses und die Frondienste kam es zwischen dem Kloster und der Gemeinde zum Streit. Trotzdem wurde am 17. April 1788 auf dem von Abt Steyrer gewünschten Platz der Grundstein gelegt. Bauleiter war Josef Bilgeri (* 1740), auch er aus der Auer Zunft. Sein Name und die Namen der St. Petrischen Ordensleute, nämlich von Abt, 24 Patres und zwei Laienbrüdern, wurden auf eine dem Grundstein eingelegte Bleiplatte graviert – es war der höchste Konventualenbestand, den St. Peter jemals hatte. Am 15. Oktober 1789 entschied ein kaiserliches Hofdekret, dass das Kloster der Gemeinde die durch die Platzwahl und die Größe des Pfarrhauses entstandenen Mehrkosten erstatten musste.
Wie einen Teil des Rohbaumaterials lieferte die Lindenbergkapelle auch die Altäre und die Kanzel Matthias Fallers, die Kirchenbänke und die Beichtstühle. Georg Saums Deckengemälde in der Lindenbergkapelle waren allerdings verloren. Steyrer beauftragte Simon Göser, der im Kloster zu seiner Zufriedenheit gewirkt hatte. In Gustenhofers Worten: „Der Abt Phil. Jak. Steyrer ließ die Pfarrkirche, wie zur Sühne für die der Muttergottes angethane Schmach, an Wänden und Decken mit Bildern bemalen, welche alle auf die Ehre und Verherrlichung der Mutter des göttlichen Sohnes abziehlen.“ Göser, dem sein Sohn half, benötigte 36,5 Wochen. Am 8. September 1790, dem Fest Mariä Geburt, wurde das Gnadenbild aus der St. Peterschen Ursulakapelle feierlich in die Eschbacher Kirche getragen.
Am 1. August 1790 begann laut Verkündbuch das eigenständige pfarrliche Leben in Eschbach. Erster Pfarrer (bis 1799) wurde Franz Steyrer (1749–1831), Neffe Abt Steyrers und Mönch von St. Peter. Im Jahr 1990 konnte daher die Pfarrei – eindeutiger als 2012 die Gemeinde ihr 900-jähriges Jubiläum – ihr 200-jähriges Jubiläum begehen.
Renovierungen erfolgten 1887–1888, 1921, 1960–1968 und 1988–1990. Die Fresken und Altargemälde verdanken ihr heutiges Aussehen der Restaurierung von 1967. „Im Langhaus ist die beschränkte, aber sehr farbige Palette von Göser dank der auch technisch hervorragenden Fresken unverändert erhalten gewesen und wieder zur Geltung gebracht worden. ... Die Bilder des Hauptaltars und der Seitenaltäre erhielten nach Entfernung der nachgedunkelten Firnisschicht ihre frühere Farbigkeit wieder.“

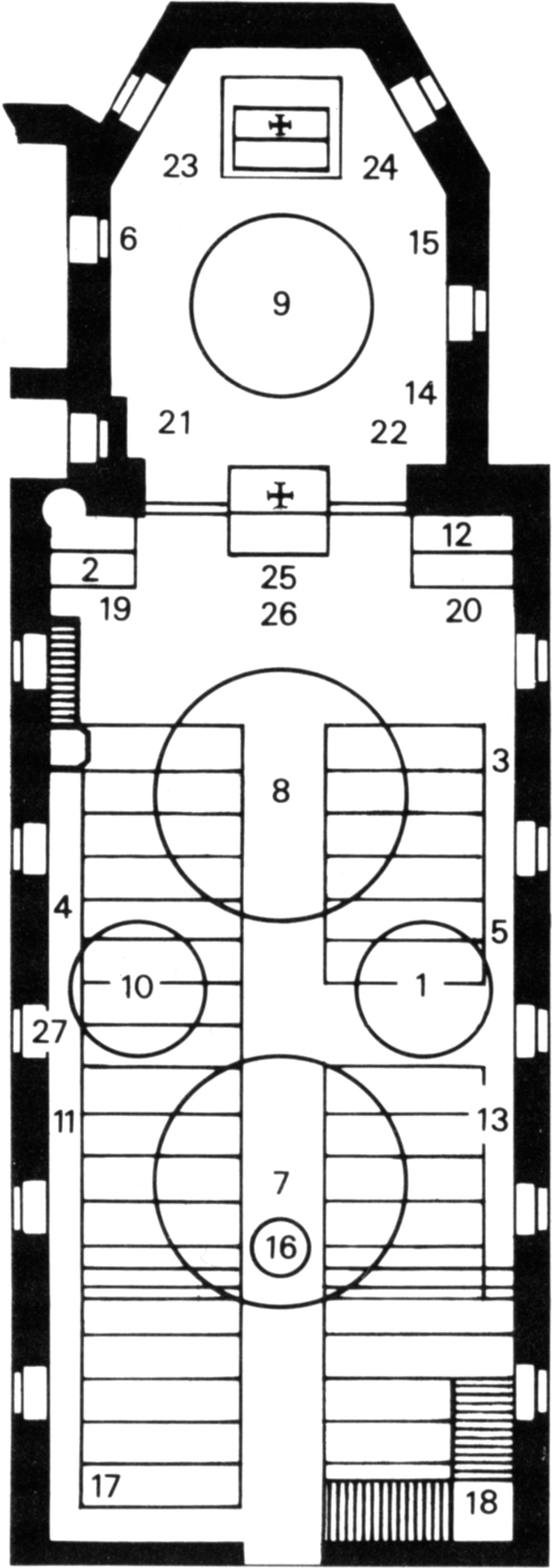
Grundriss
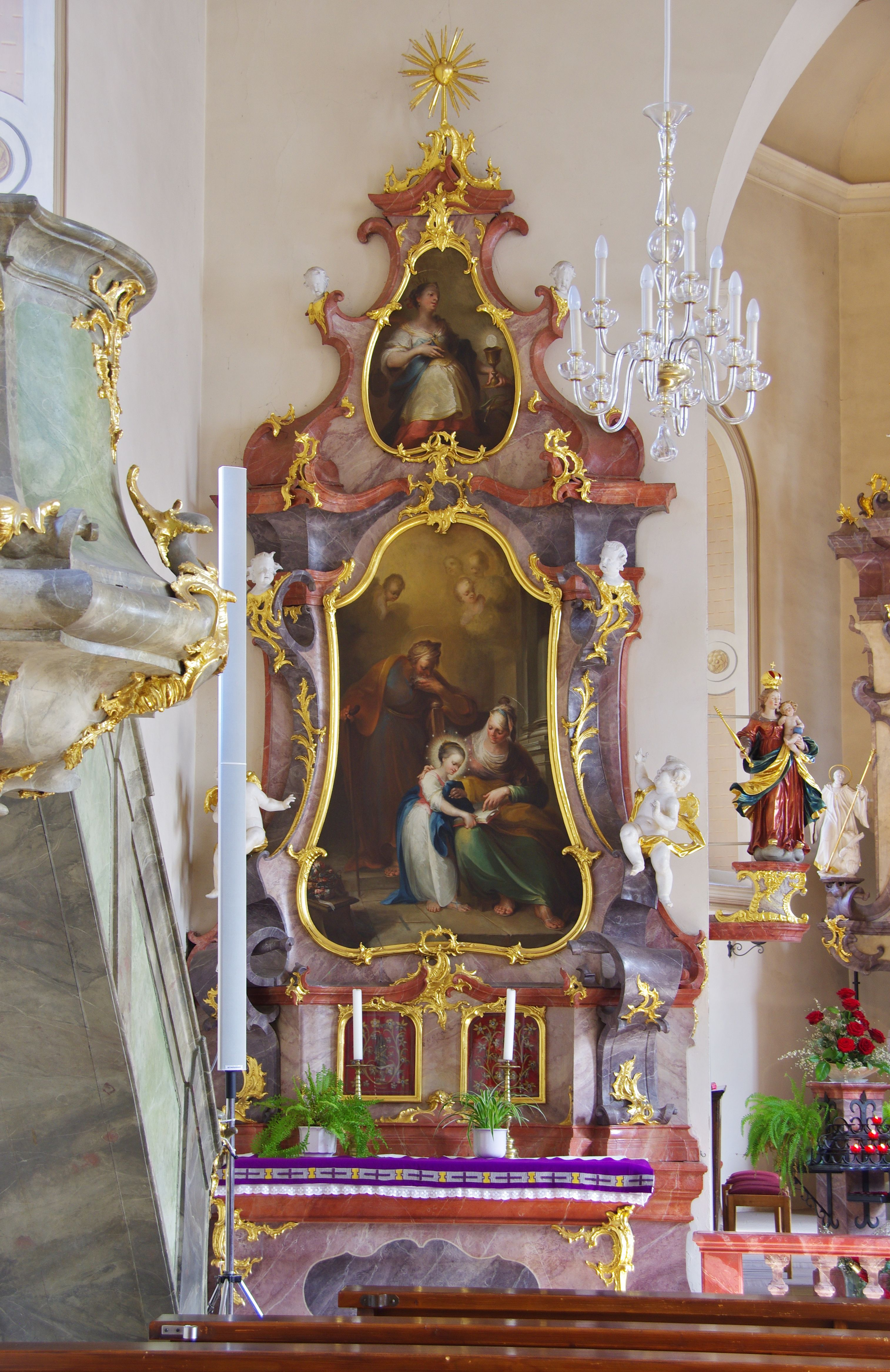
Linker Seitenaltar
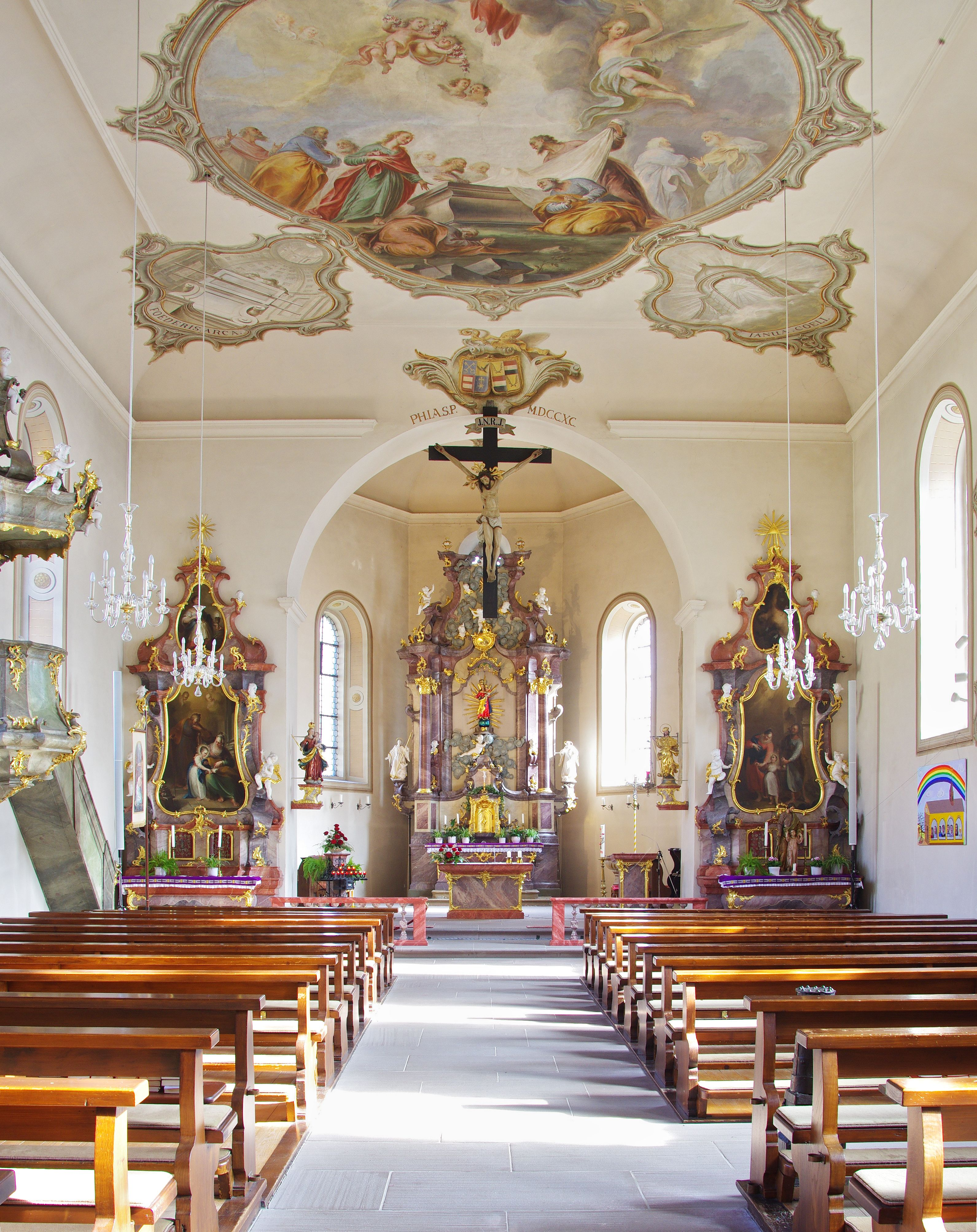
Blick Richtung Ost
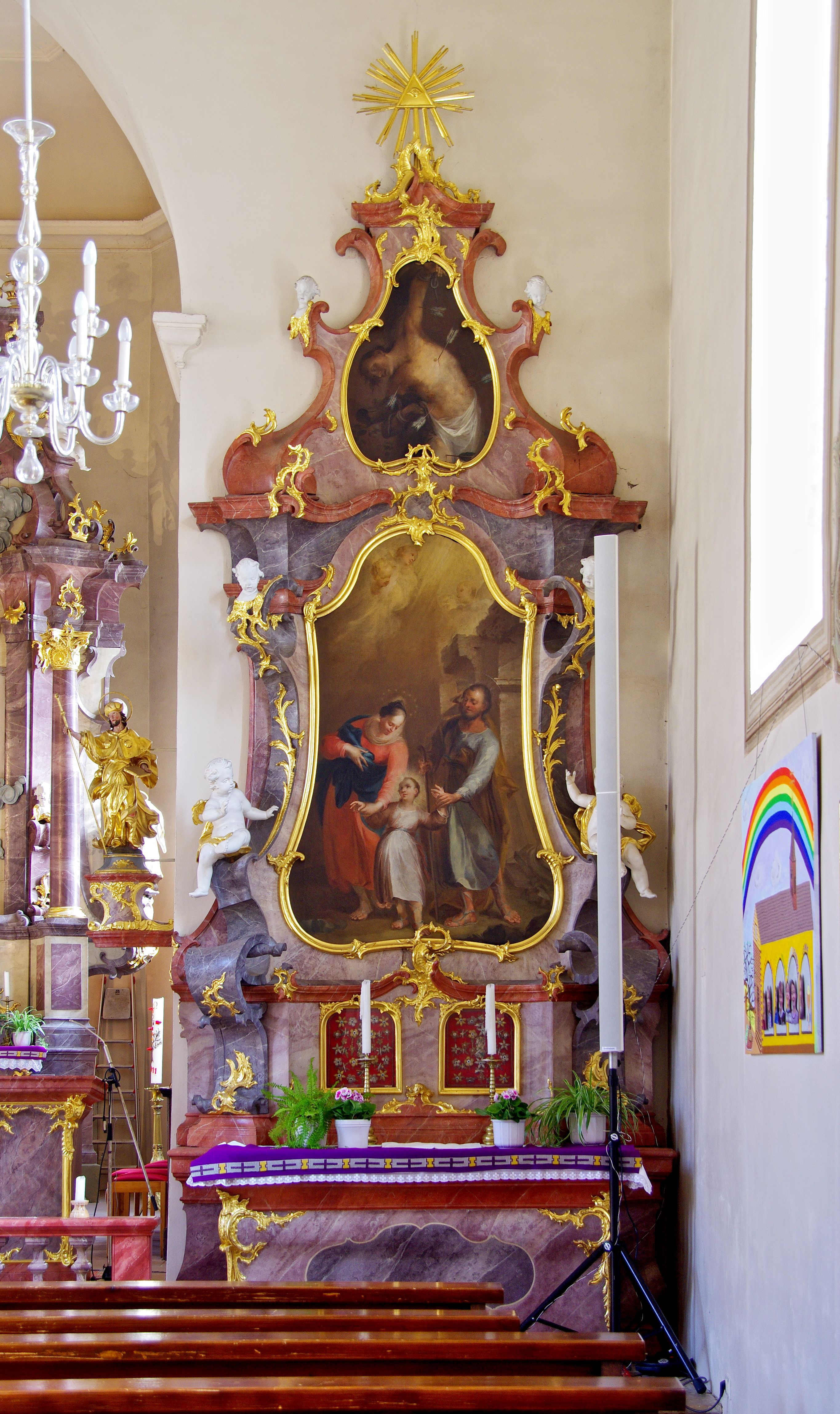
Rechter Seitenaltar

## Gebäude
Die Kirche, direkt am Eschbach gelegen, ist ein Saal mit eingezogenem, dreiseitig geschlossenem Chor, 35 × 11 Meter, und einer flachen Decke über einer Hohlkehle. Statt vier wie die Lindenbergkapelle hat sie fünf Fensterachsen im Schiff. Philipp Jakob Steyrer hatte sie sich mit zwei Türmen beidseits des Chores gedacht, doch blieb es bei einem Dachreiter. Nördlich ist die Sakristei und das zweiflügelige, zweistöckige Pfarrhaus angebaut, „mit etwa zehn zu Zimmern benützbaren Räumen, mit einem guten, geräumigen Gewölbekeller und mehreren Nebengebäuden. Vermutlich dachte der Abt an ein Ausweichquartier für Katastrophenzeiten.“ Die Westfassade mit rundbogigem Portal besteht aus unverputztem Sandsteinquadermauerwerk. Viele Steine tragen die beim Abbruch eingemeißelten Zeichen zur leichteren Wiedernutzung; dasselbe gilt für die Bodenplatten in der Sakristei und dem anschließenden Verbindungsgang zum Pfarrhaus. Um den Vorplatz der Kirche stehen das ehemalige Schulhaus, das Haus der Gemeindeverwaltung und das ehemalige Schwesternhaus.

## Ausstattung

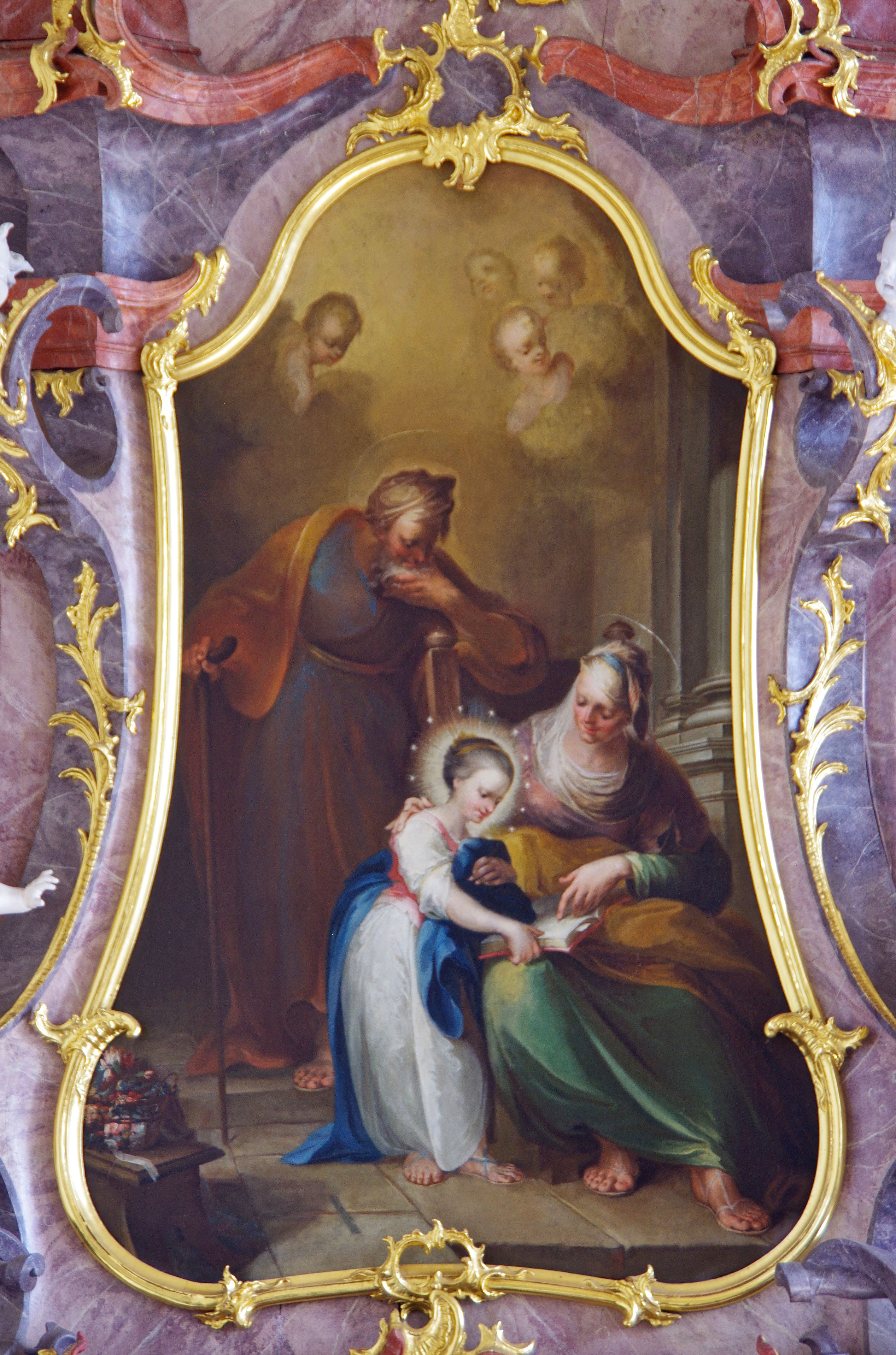
Maria und ihre Eltern

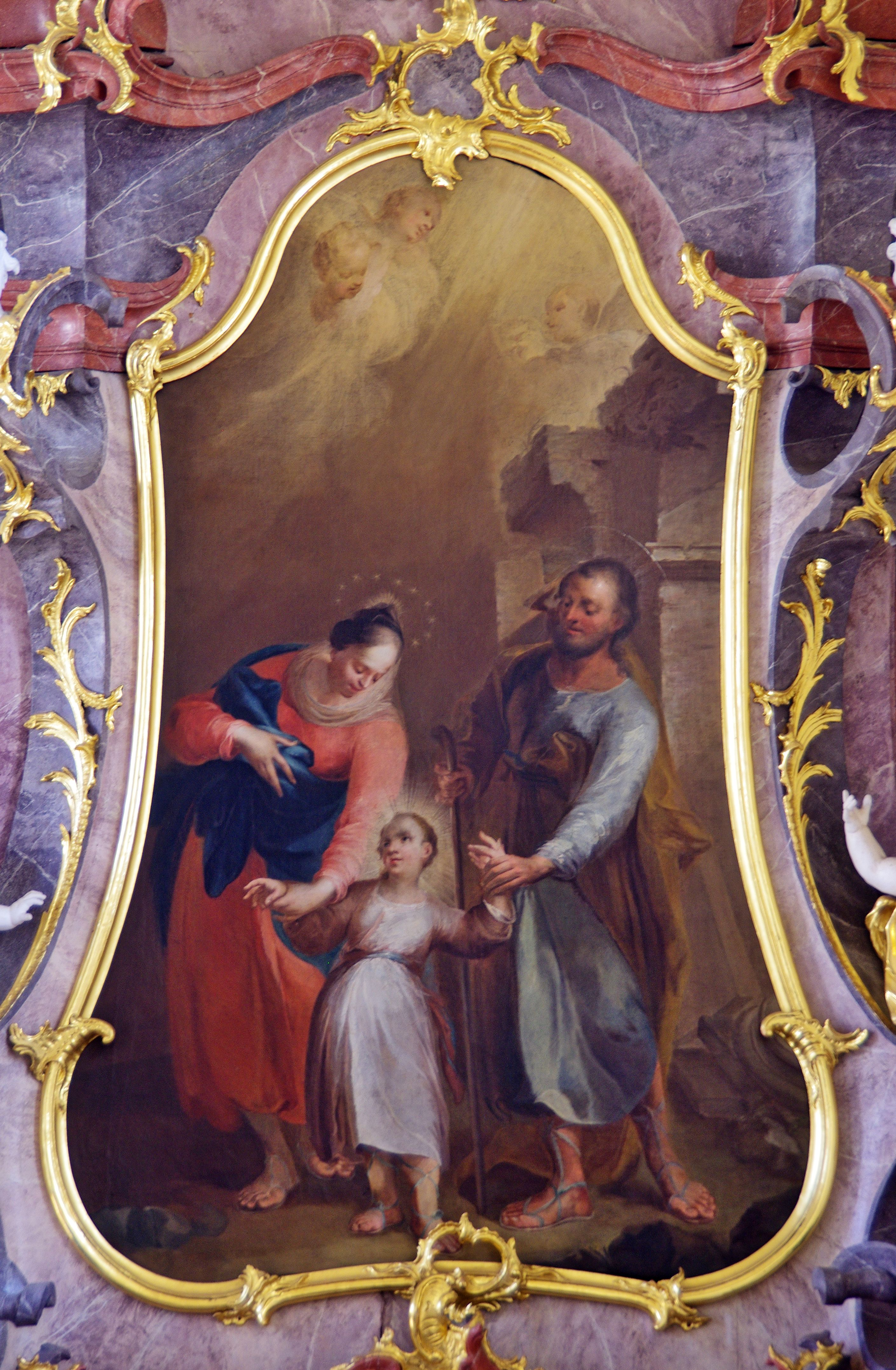
Die Heilige Familie

Den Eindruck im Inneren bestimmen die Werke Matthias Fallers und Simon Gösers.

### Altäre, Kanzel und Pietà
Von Faller stammen die Schnitzarbeiten des Hochaltars, eines Säulenaltars, der beiden Seitenaltäre mit nach innen eingebogenen Seiten und der Kanzel, alle reich geschmückt mit Rocaillen und Putten. Der Kreuzaltar ist eine Nachbildung von Fallers 1887 entferntem Original.
Auf dem Hochaltartabernakel umwindet ein Dornenkranz das Heiligste Herz Jesu, aus dem ein Kreuz wächst, so wie in Fallers Predella des rechten Seitenaltars im Kloster St. Märgen. Darüber steht auf Wolken die Wallfahrtsmadonna, im Jahr 2009 restauriert. Sie wird dem Bartholomaeus Winterhalder zugeschrieben. Auf Konsolen stehen links der heilige Gallus mit dem Bären, der ihm Holz bringt, rechts der heilige Ulrich von Zell, wie er einen gelähmten Knaben heilt. Diese beiden Figuren Fallers stammen aus der ehemaligen Jakobuskapelle.
Der linke Seitenaltar zeigt über Reliquiaren Gösers Bild der Maria als Kind mit ihren Eltern Joachim und Anna, im Oberbild die heilige Barbara von Nikomedien. Der rechte Seitenaltar zeigt in enger Entsprechung über Reliquiaren die Heilige Familie in der Darstellung des Heiligen Wandels, im Oberbild den heiligen Sebastian – alles „Göserblätter in sehr geschickter und feiner Ausarbeitung ... im alten Göserschen Farbenschmelz“.
Faller schnitzte auch die Pietà an der Nordwand des Kirchenschiffs, eine klare Dreieckskomposition. „Durch die ausgebreiteten Arme schwingt im toten Heiland ein Nachklang der Kreuzigung mit. Jesus wird nicht in kindlicher Verkleinerung, sondern als groß gewachsene Figur gezeigt. Er ist nach vorn gewendet und die Gruppe ganz zum Betrachter geöffnet. Verhaltener, wehmütiger, gebändigter Schmerz bestimmt Haltung und Antlitz der Mutter, sie ist hier nicht die vom Gram Überwältigte, sondern die würdig Trauernde, die dem Gläubigen den Erlöser präsentiert.“

### Gösers Fresken
Göser malte 14 Fensterumrandungen, dazu ein perspektivisch täuschendes Scheinfenster im Chor. Die Rahmen der Fresken täuschen Stuckprofile vor. Mit wenigen Ausnahmen – dem „PH[ilippus].I[acobus].A[bbas].S[ancti].P[etri]. MDCCXC“ unterschriebenen Wappen Steyrers am Chorbogen (Grundriss 25) und der Taufe Jesu über dem Taufbecken im Chor (Südwand, Grundriss 14) – beziehen sich die Fresken auf Maria. Hermann Ginter, der die grundlegende Biographie Gösers und das grundlegende Werkverzeichnis schrieb, vermisst die koloristische Pracht früherer Werke und sieht ein Erlahmen von Gösers Kraft; doch kannte er die Bilder nur vor der 1967er Restaurierung.
Elf Fresken zeigen das Marienleben:
- Mariä Geburt (Decke nah der Südwand, Grundriss 1). Auf hohen Stufen steht das Bett der Mutter Anna, während unten das Bad für das Neugeborene gerichtet und ein Leintuch am Herdfeuer erwärmt wird.
- Mariä Tempelgang oder Opferung (Schiff-Südwand, Grundriss 3). Nach dem Protoevangelium des Jakobus, das auch zum ersten Mal Joachim und Anna als Eltern nennt, wurde die dreijährige Maria von ihren Eltern dem Dienst im Tempel zu Jerusalem geweiht. Maria steigt Stufen hinauf zum Hohen Priester, während unten Joachim und Anna in einem Käfig zwei Tauben als Opfer bringen.
- Mariä Vermählung mit Josef (Schiff-Nordwand, Grundriss 4). Josef steckt vor dem Hohen Priester einen Ring an Marias kleinen Finger, während oben die Taube des Heiligen Geistes schwebt.
- Verkündigung des Herrn (Schiff-Südwand, Grundriss 5). Maria kniet an einem Lesepult mit aufgeschlagenem Buch, während sich der Engel mit einer Lilie in der Hand auf einer Wolke ihr nähert und oben wieder die Taube schwebt. Maria trägt die Züge der Marie-Antoinette, „die auf ihrer Brautfahrt nach Paris (vom 4. bis 6. Mai 1770) in Freiburg Station machte und für die der lange Hals typisch war.“

Marienleben 1
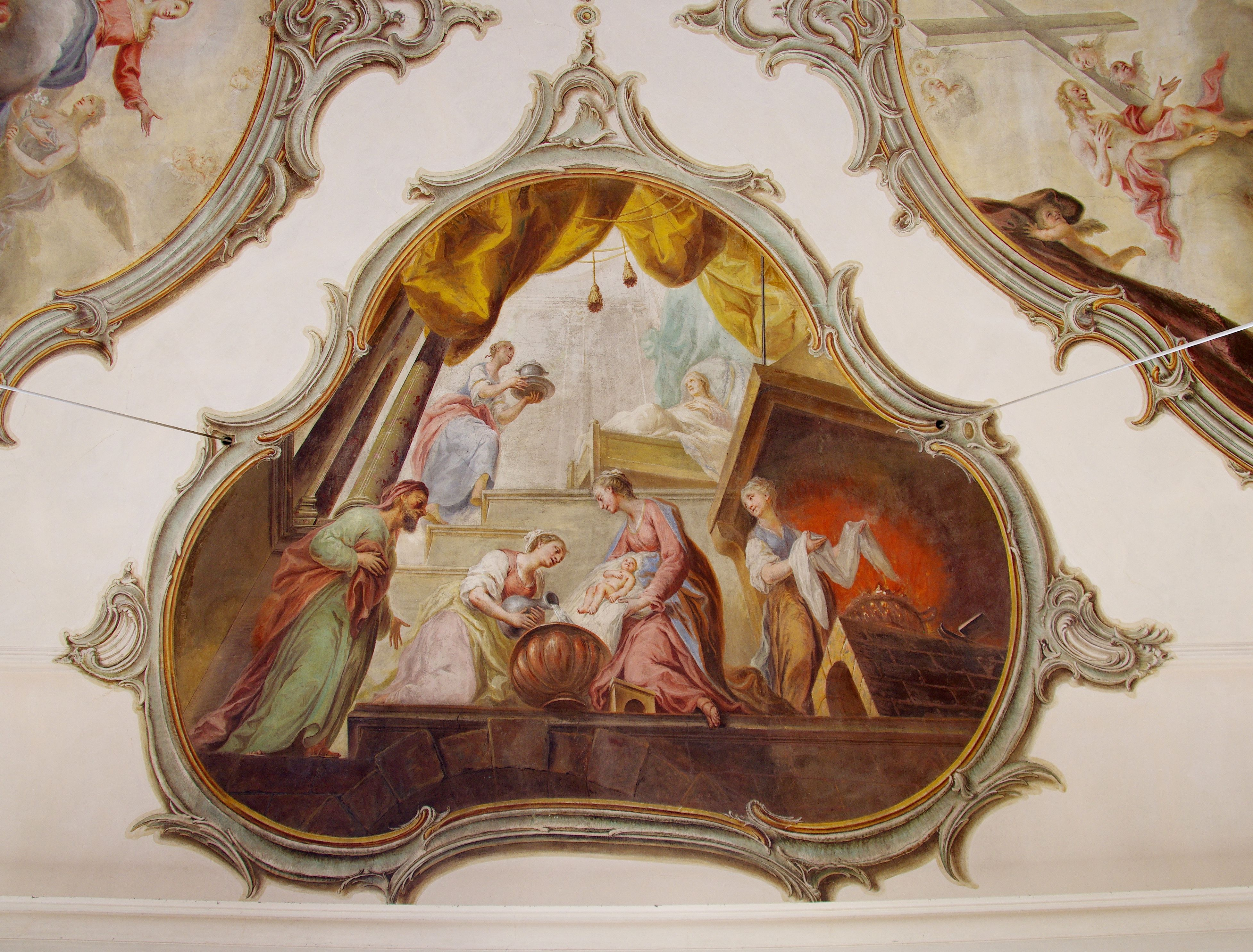
Mariä Geburt
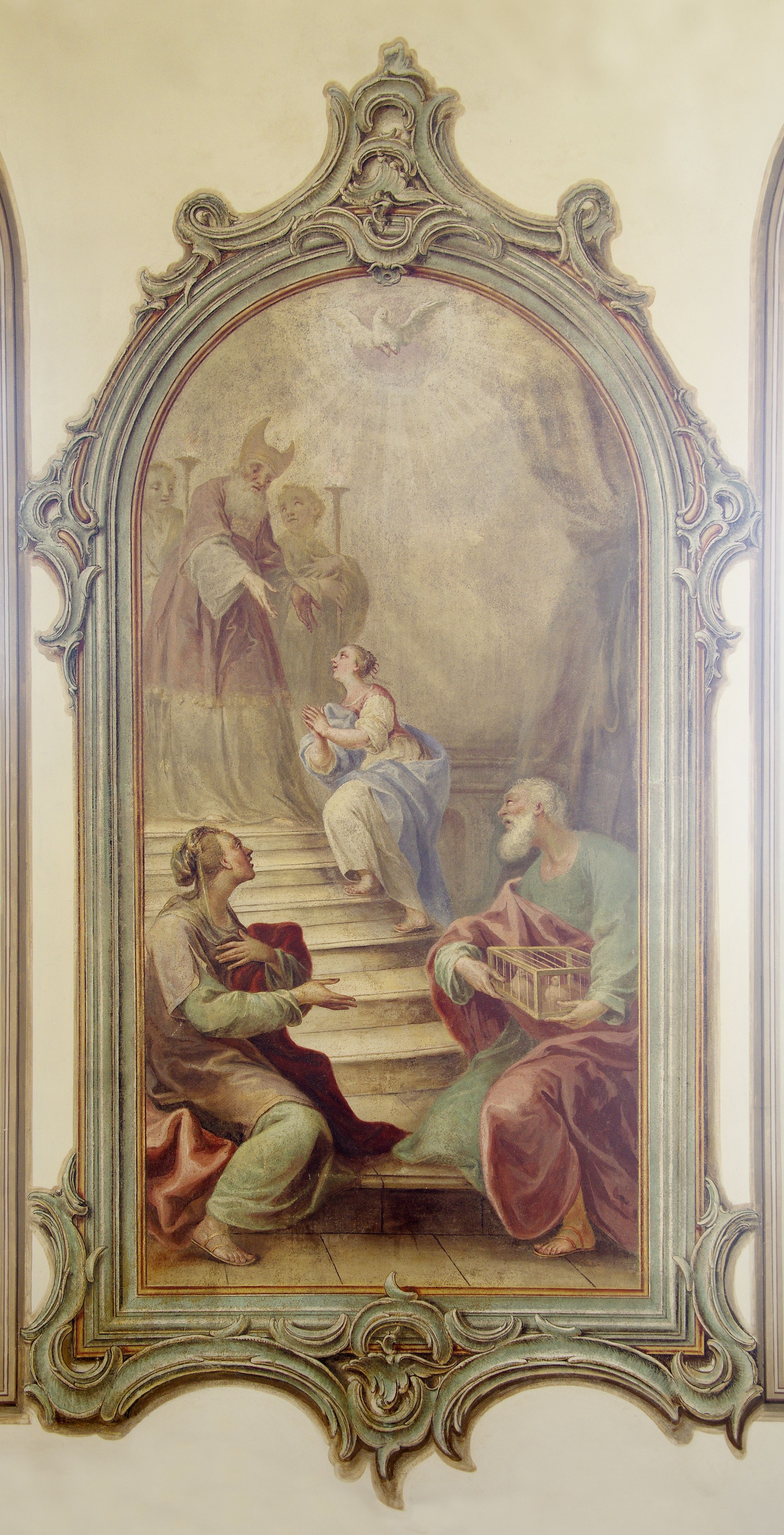
Mariä Tempelgang
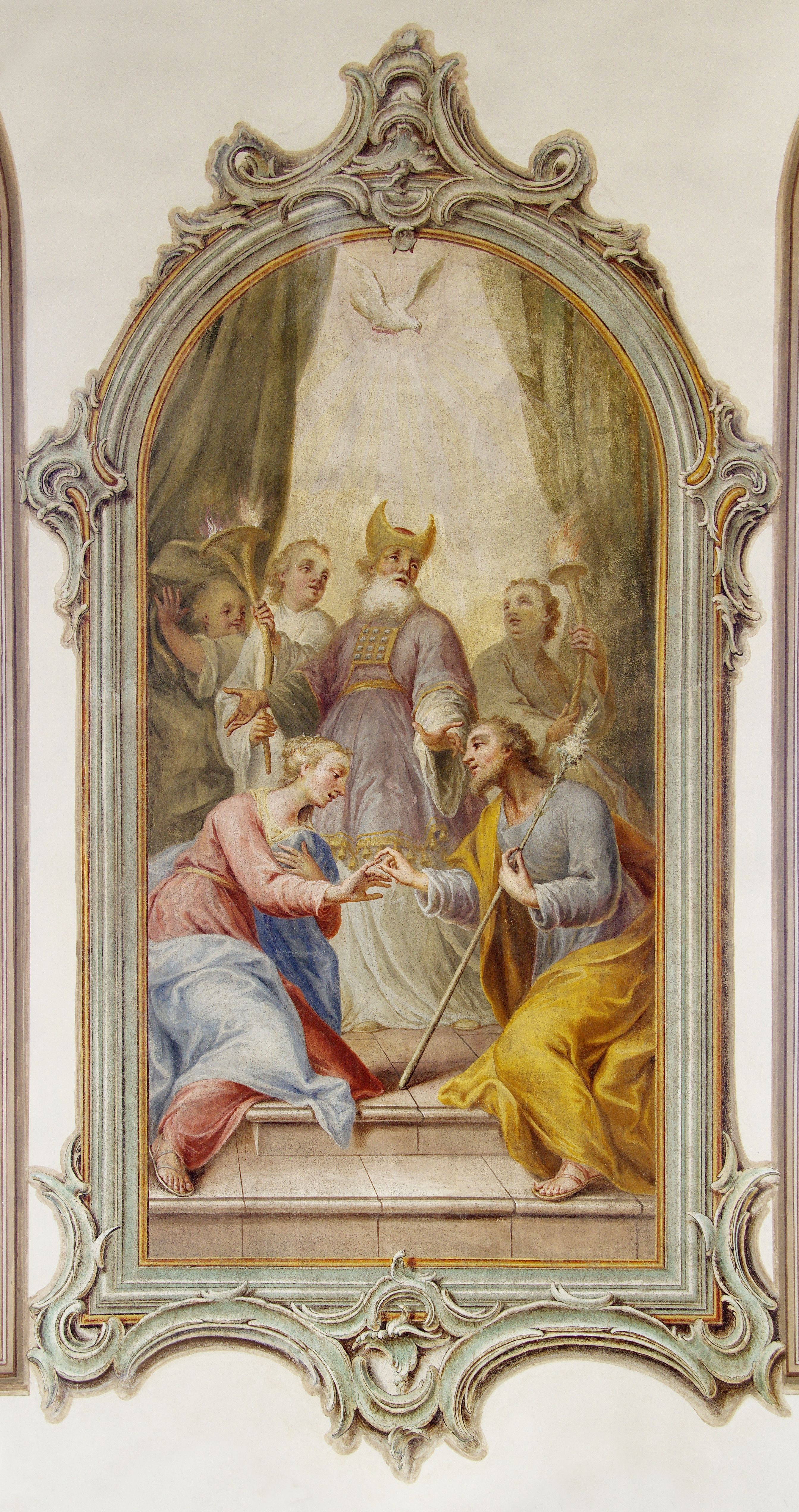
Mariä Vermählung mit Josef
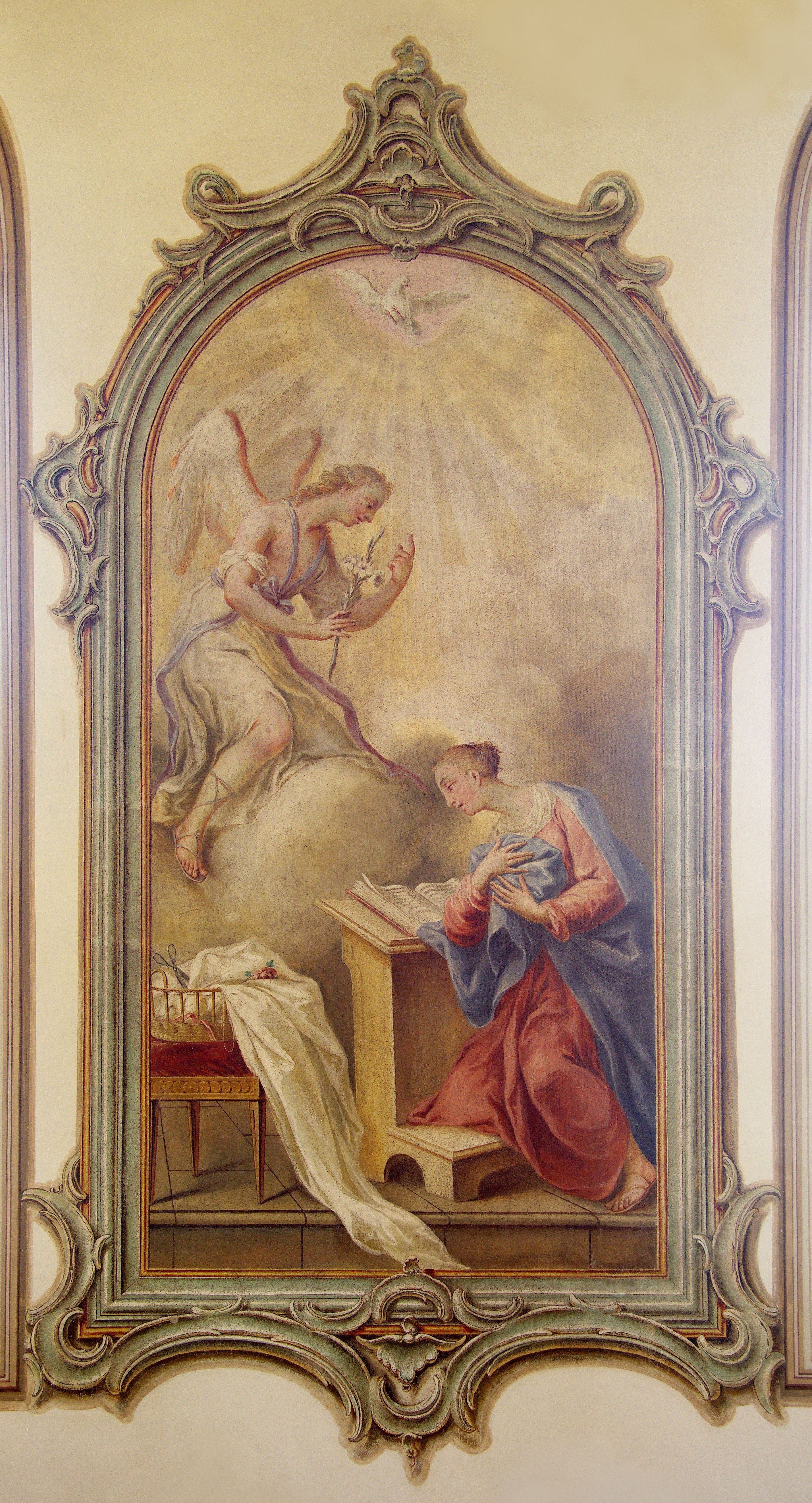
Verkündigung des Herrn

Marienleben 2
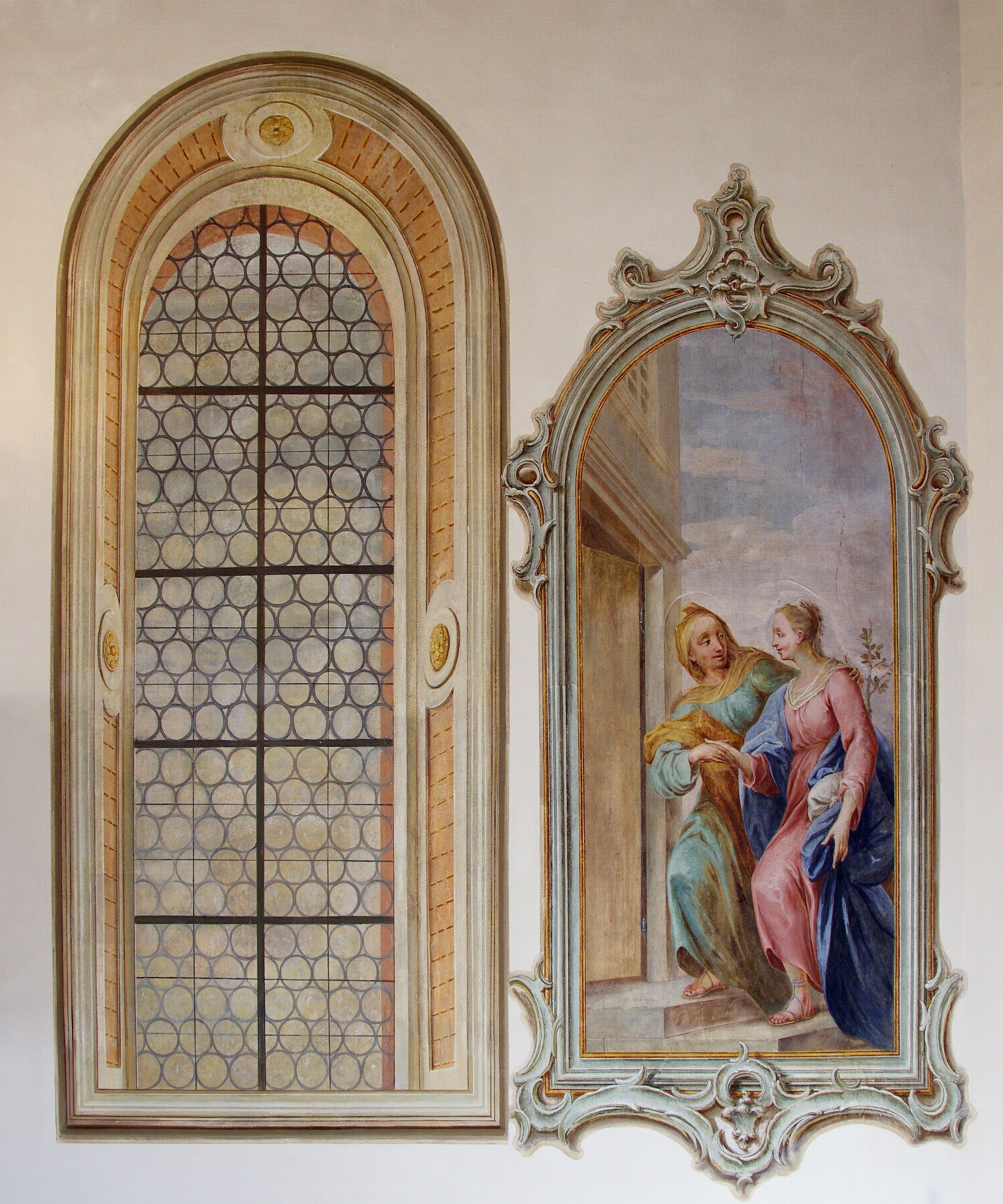
Mariä Heimsuchung und Scheinfenster
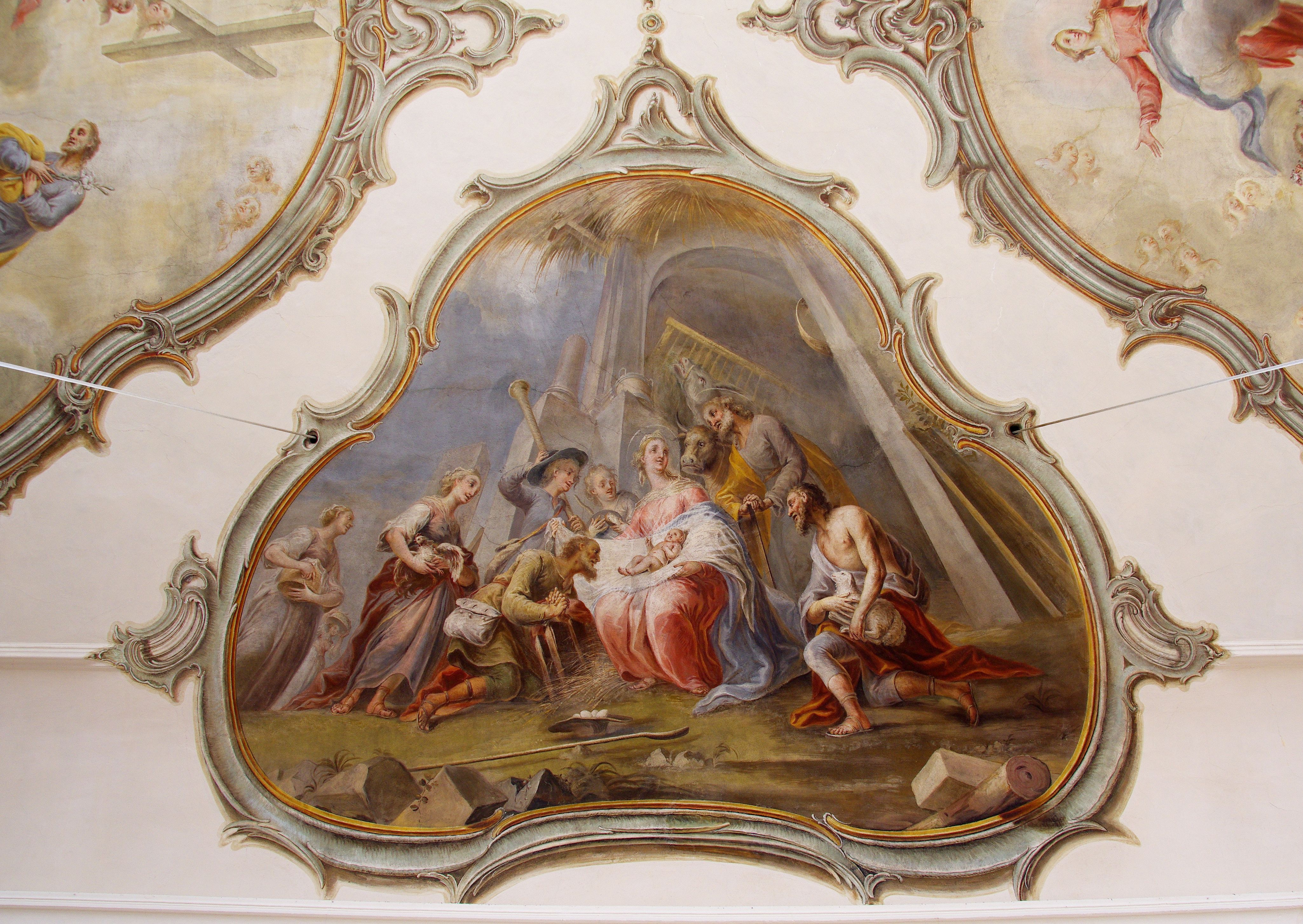
Geburt Jesu
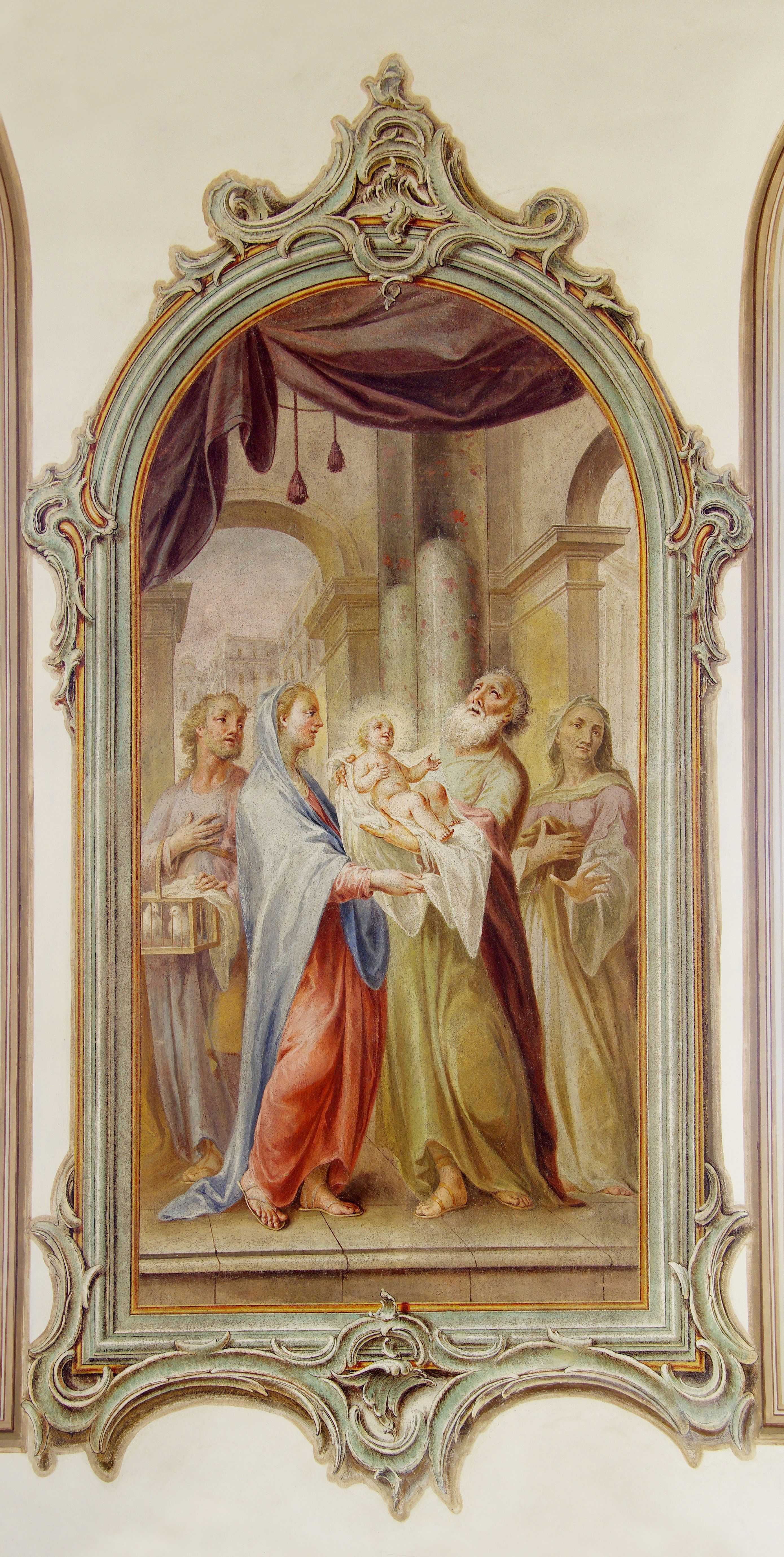
Darstellung Jesu im Tempel
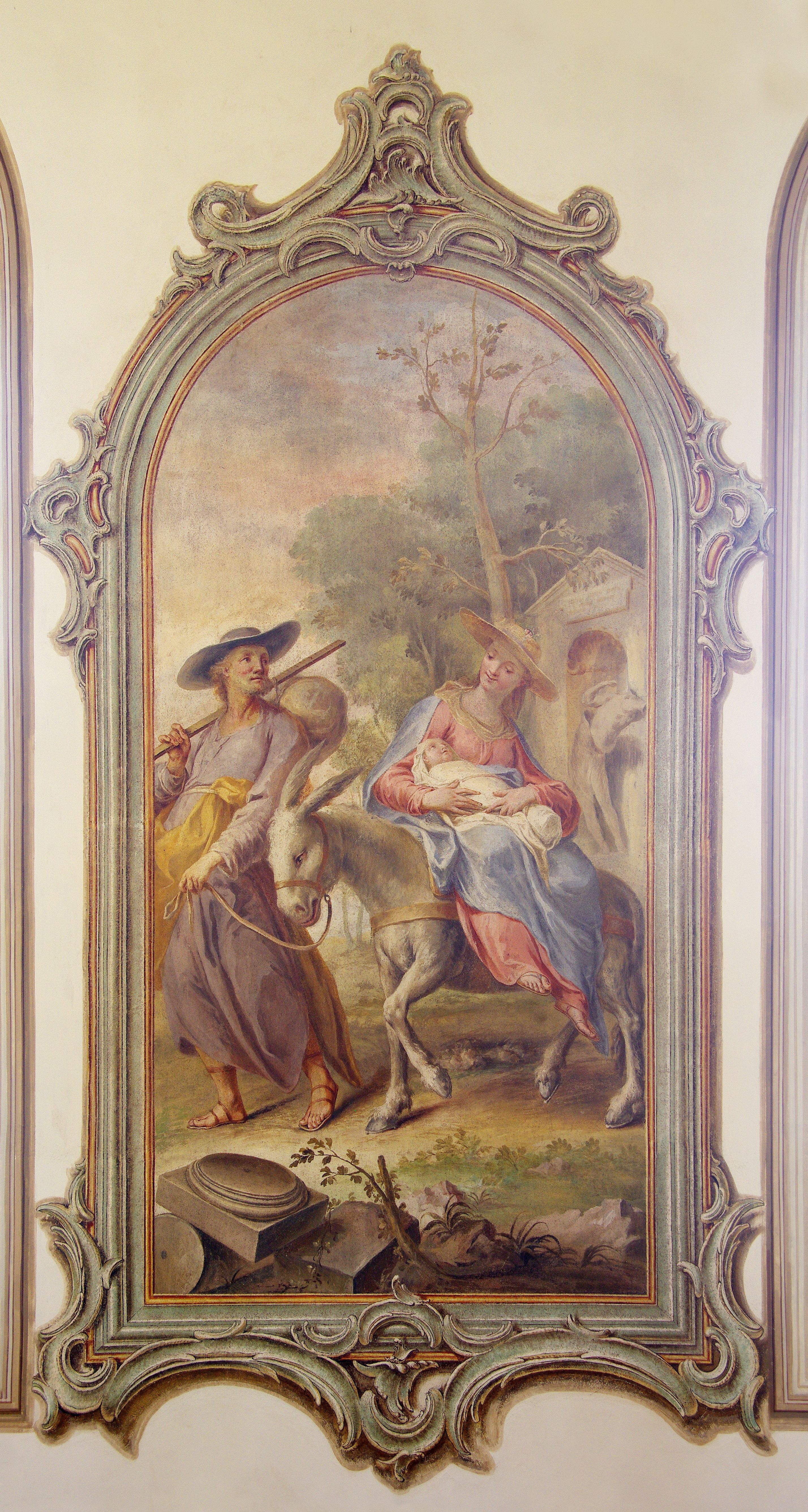
Flucht nach Ägypten

- Mariä Heimsuchung (Chor-Nordwand, Grundriss 6). Perspektivisch geschickt wie das Scheinfenster daneben zeigt das Bild, wie Maria die Stufen zu Elisabet emporschreitet, die sie an der offenen Tür ihres Hauses empfängt.
- Das Weihnachtsbild (Decke nah der Nordwand, Grundriss 10). Um Maria, das Kind und Josef sind fünf Personen versammelt, zwei weitere treten von links hinzu. Ein Mann bringt ein Schaf, eine Frau einen Hahn. Vorn liegt eine Hirtenschippe, dahinter liegen vier Eier in einem Hut – mit Ochs und Esel ein ortstypisches Ambiente. Personen eines benachbarten Hofes haben Modell gestanden.
- Darstellung des Herrn (Schiff-Nordwand, Grundriss 11). Die Szene beruht auf der Erzählung im Lukasevangelium (Lk 2,22–24 EU). Maria und Josef, der einen Käfig mit zwei Tauben in der Hand trägt, kommen zum Reinigungsopfer in den Jerusalemer Tempel und übergeben ihr Kind Gott. Der greise Simeon trägt das Kind auf einem Tuch. Er wird nun seinen Lob- und Sterbegesang Nunc dimittis anstimmen. Hinter ihm steht die Prophetin Hanna (Lk 2,36 EU).
- Flucht nach Ägypten (Schiff-Südwand, Grundriss 13). Für Ginter ist es „ein sehr anmutiges Bild. Gemächlich trabt der gute Esel einher, von St. Joseph geführt, während die Madonna auf ihm sitzt und den Kopf mit einem großen, schattenspendenden Strohhut bedeckt hat.“

Marienleben 3 und Mariensymbole
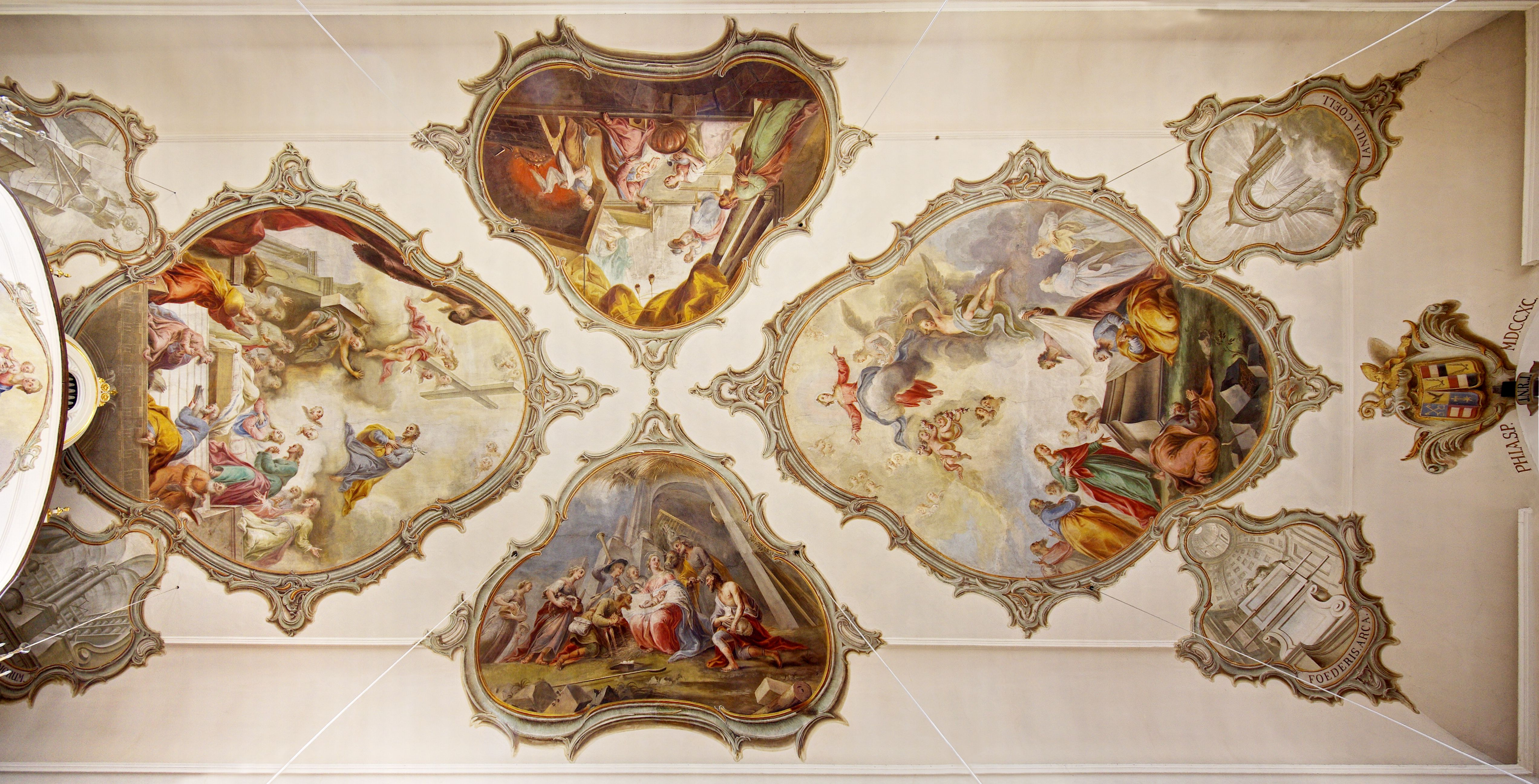
Tod und Himmelfahrt Mariens und Mariensymbole
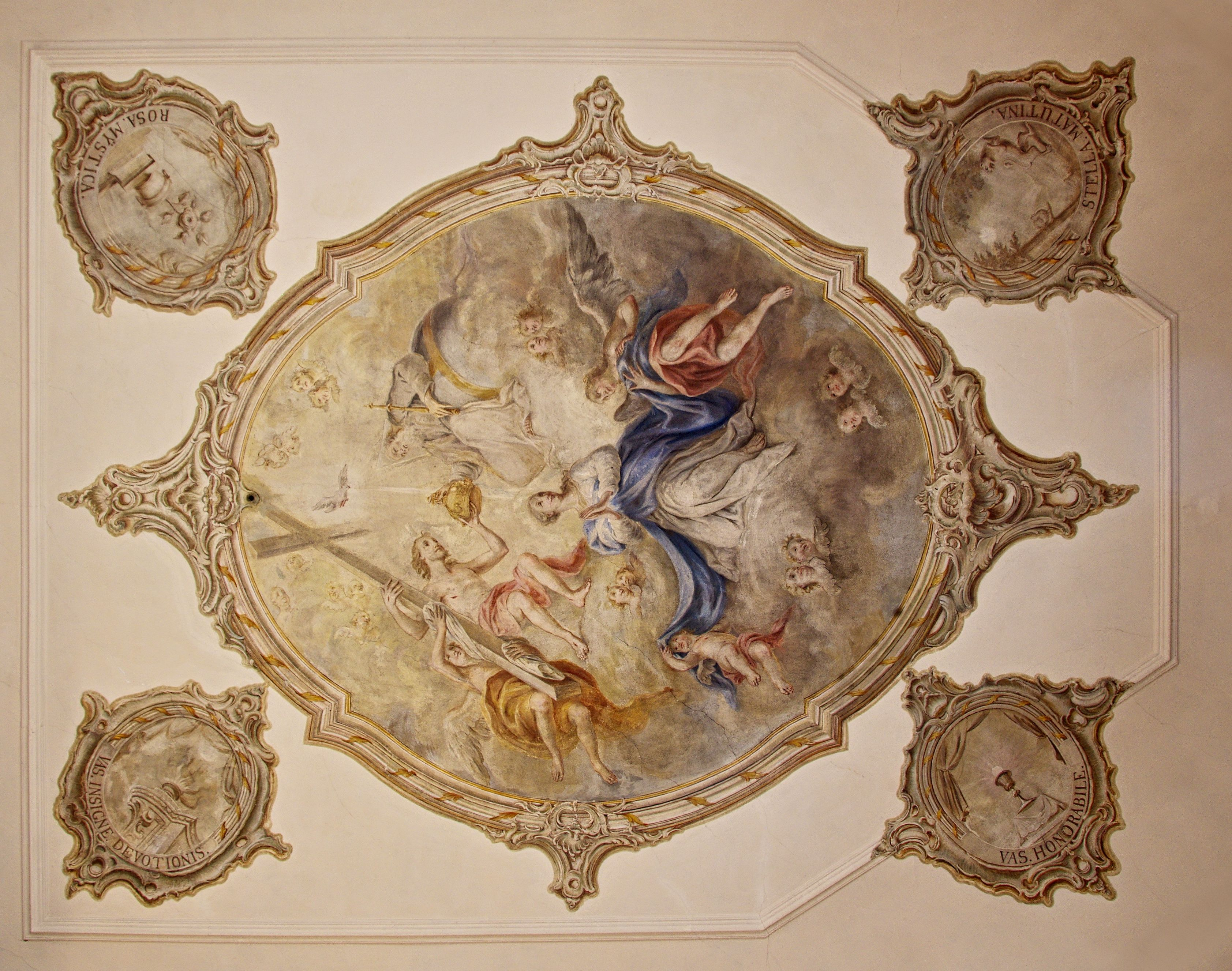
Krönung Mariens und Mariensymbole
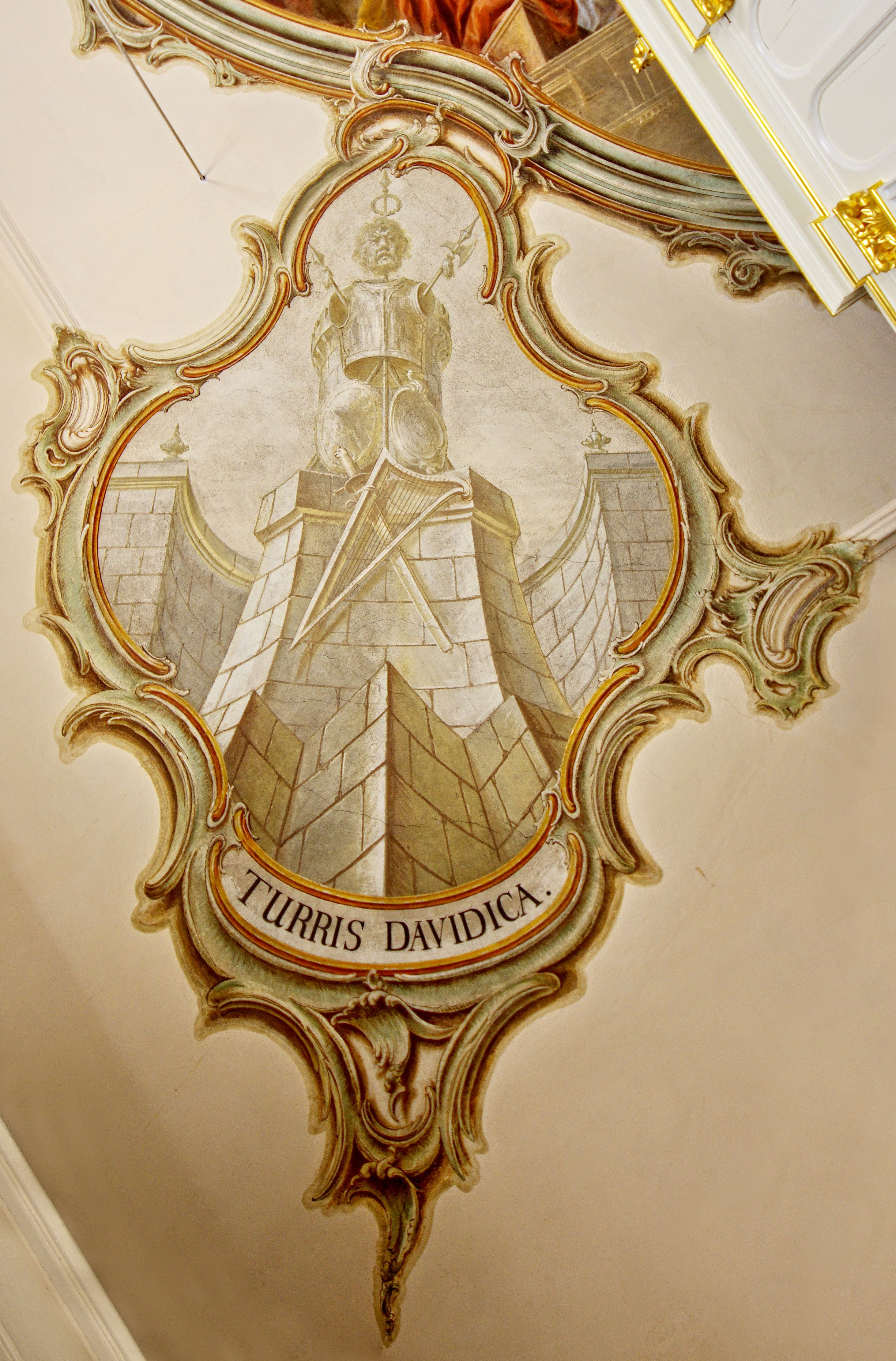
Turris Davidica
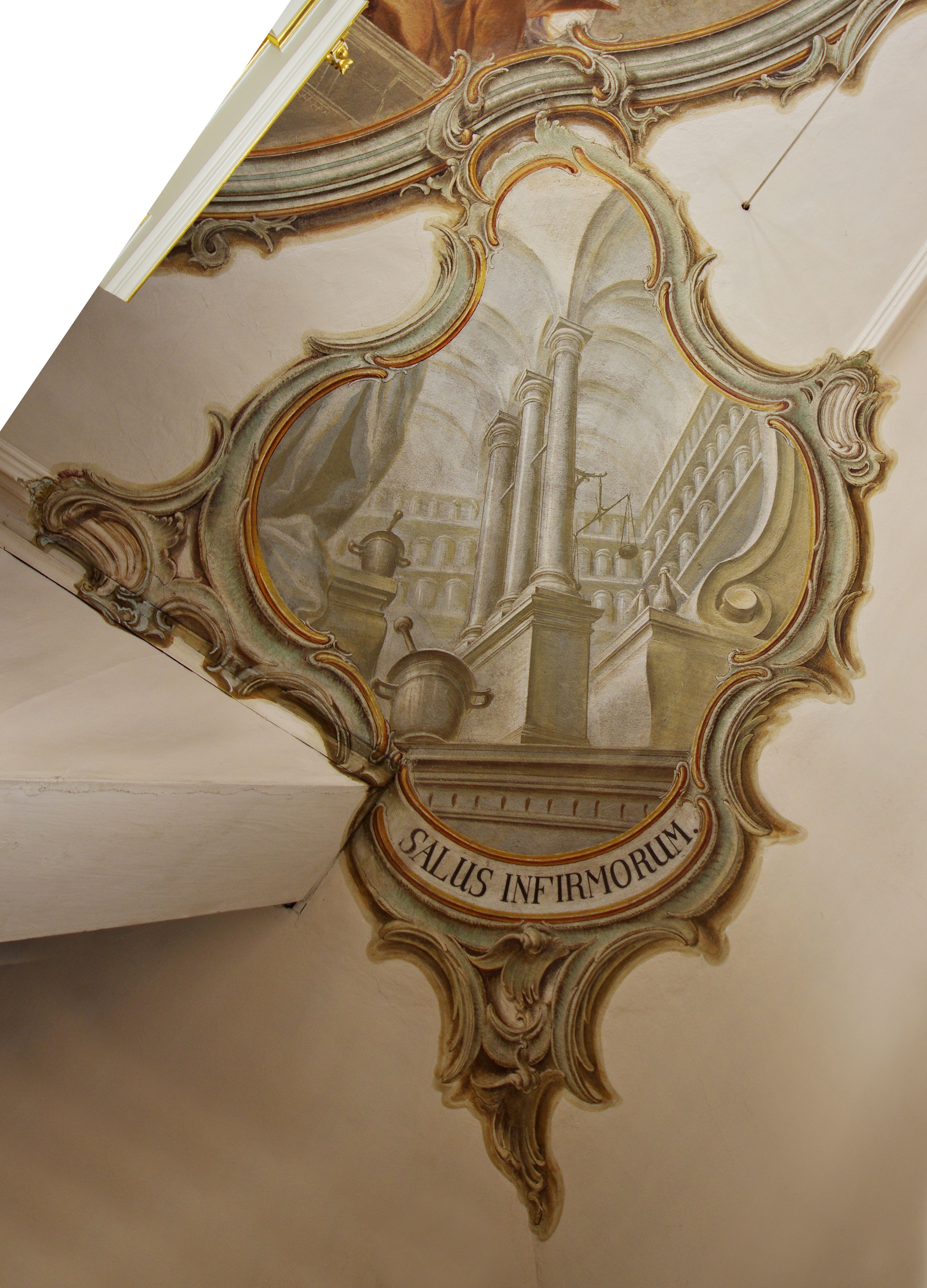
Salus infirmorum

- Der Tod Mariens (westliches großes Deckenbild, Grundriss 7). Auf einem Podest über Stufen steht das Sterbebett, darum die trauernden Apostel. Oben erscheinen Jesus, dessen Kreuz ein Engel hält, und Josef mit einer Lilie in der Hand, darum Engelsköpfchen.
- Mariä Aufnahme in den Himmel (mittleres großes Deckenbild, Grundriss 8). Die Apostel stehen oder knien um den Sarkophag, einer ist vor ihm niedergestürzt, einer hält das Leichentuch. Maria, schon in einem Wolkenring, entschwebt von Engeln umgeben nach oben. Dies Bild hat Göser als einziges signiert und 1790 datiert. Es zeigt nach Ginter „nicht mehr die geschickt und straff disponierende Hand, wie sie im Fürstensaal zu St. Peter sich äußert.“
- Die Krönung Mariens (großes Deckenbild im Chor, Grundriss 9). Gottvater und Jesus krönen die auf Wolken thronende Maria, während über der Gruppe die Taube des Heiligen Geistes schwebt. Auch dieses Bild ist für Ginter „etwas flach“.

Acht Grisaille-Fresken, die Eckbilder an der Decke, zeigen Mariensymbole aus der Lauretanischen Litanei:
- Vas insigne devotionis, vortreffliches Gefäß der Andacht (nordwestliche Chorecke, Grundriss 21), ein Weihrauchfass.
- Vas honorabile, ehrwürdiges Gefäß (nordöstliche Chorecke, Grundriss 23), ein Kelch mit einer Hostie.
- Stella matutina, Morgenstern (südöstliche Chorecke, Grundriss 24), ein Stern über einer Waldlichtung mit einem springenden Hund.
- Rosa mystica, geheimnisvolle Rose (südwestliche Chorecke, Grundriss 22), ein Rosenstock in einem Topf.
- Foederis arca, Bundeslade (nordöstliche Ecke des Schiffs, Grundriss 19), die Bundeslade mit Tragestangen im Inneren des Doms des Klosters St. Blasien im Schwarzwald.
- Ianua coeli, Pforte des Himmels (südöstliche Ecke des Schiffs, Grundriss 20), ein rundbogiges offenes Tor, hinter dem das Auge Gottes aufstrahlt.
- Turris Davidica, Turm Davids (südwestliche Ecke des Schiffs, über der Orgelempore, Grundriss 18), „Stück einer Festung mit Harfe, Schwert, Schild, Panzer, Turm, den eine Lanze mit dem aufgespießten Kopf Goliats überragt“.
- Salus infirmorum, Heil der Kranken (nordwestliche Ecke des Schiffs, über der Orgelempore, Grundriss 17), ein Blick in eine barocke Apotheke mit Standgefäßen, Mörser und Pistill, wie ihn Göser – wenn die Zuschreibung stimmt – auch in Zusammenhang mit dem Freiburger Totentanz über das Fenster rechts des Eingangs zur St. Michaelskapelle auf dem Alten Friedhof in Freiburg malte.

Weitere Fresken
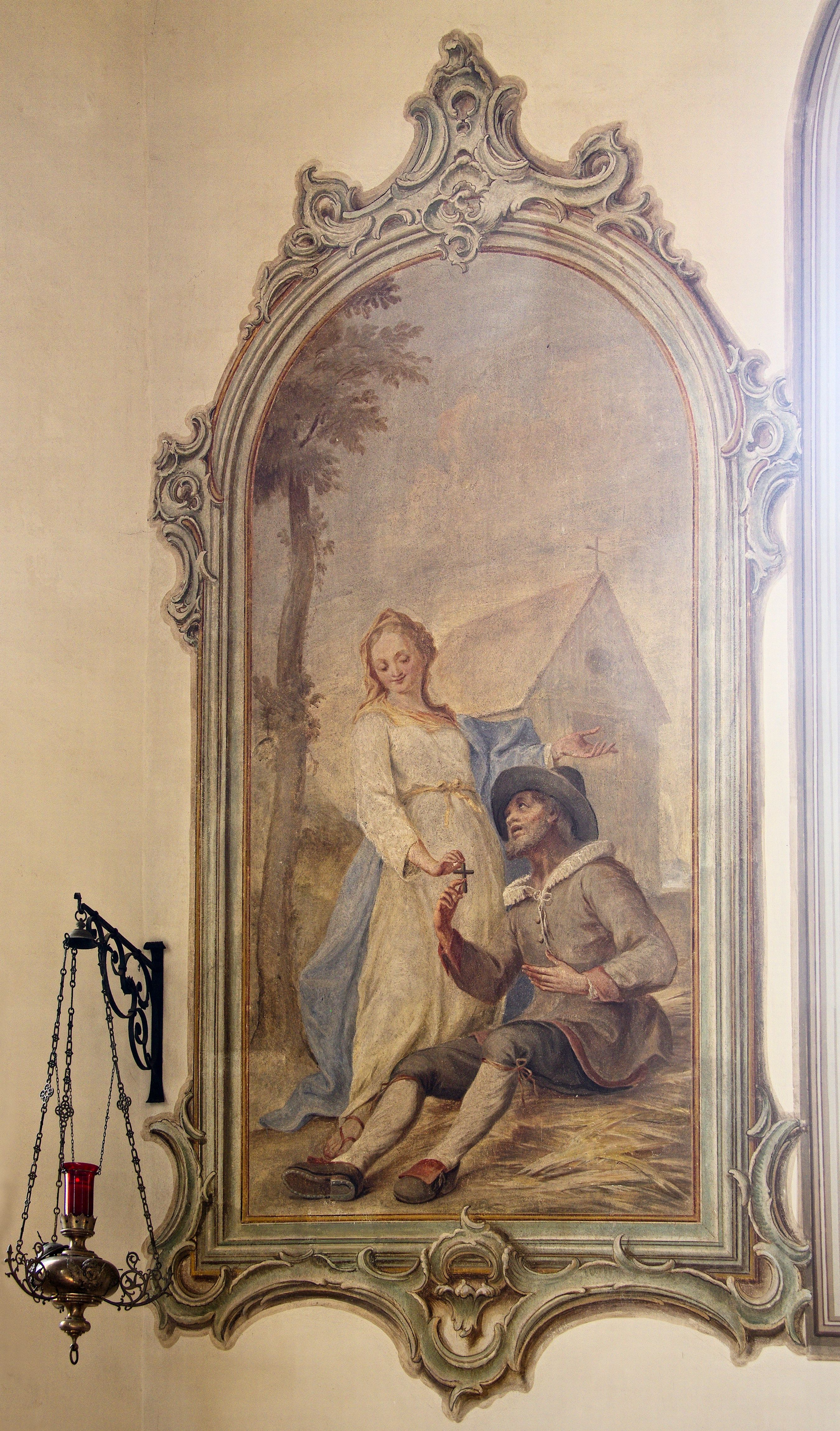
Gründungslegende der Lindenberg-Wallfahrt
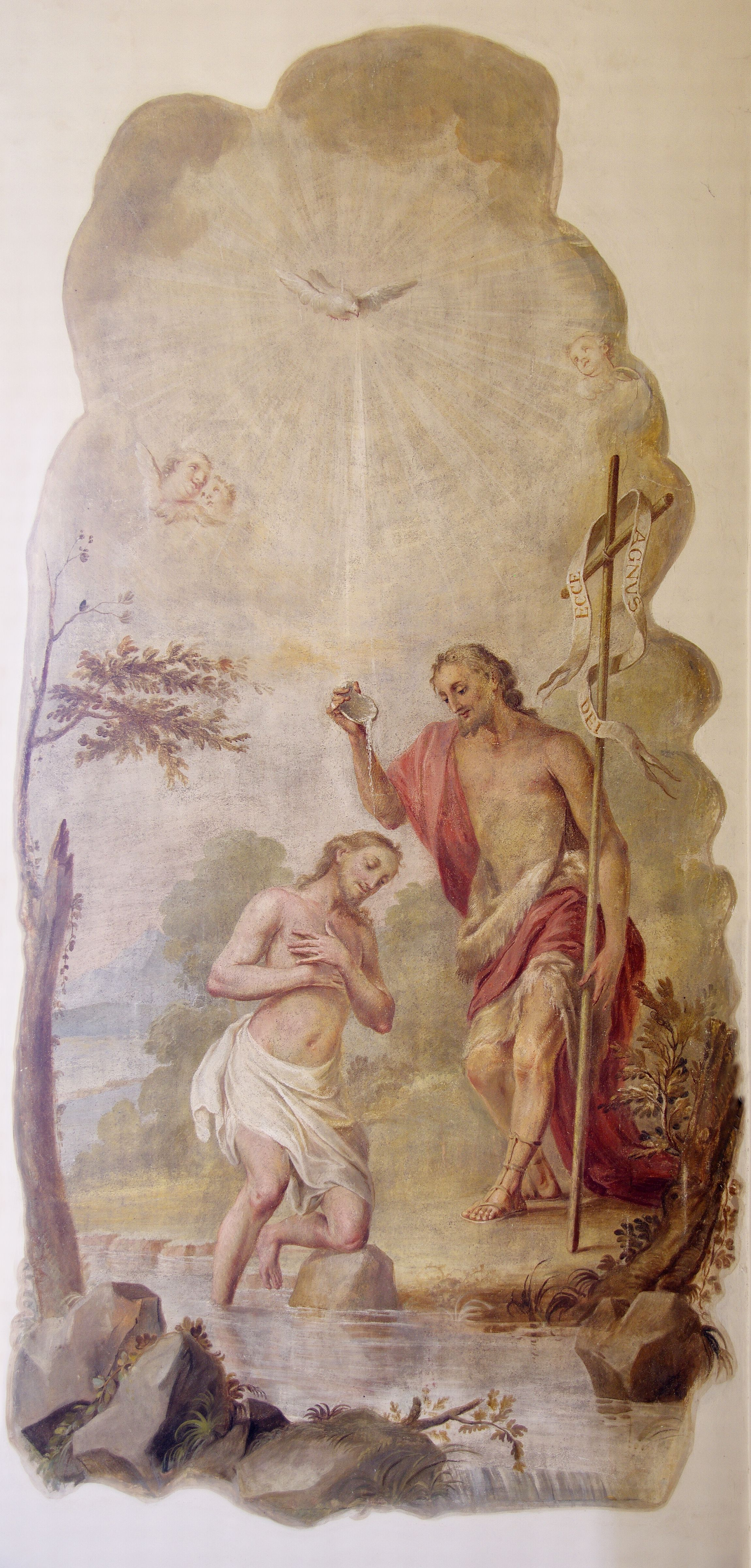
Taufe Jesu
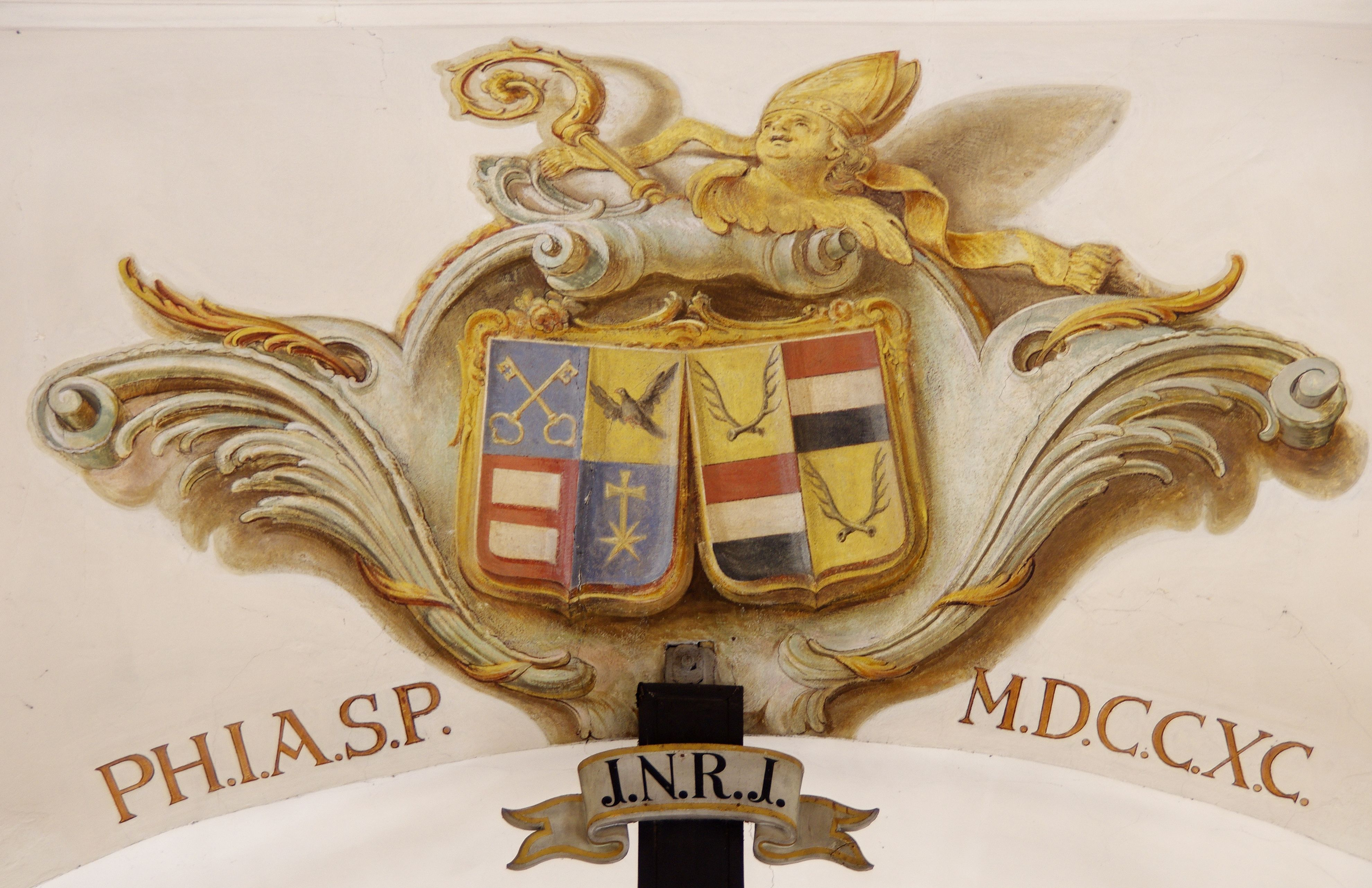
Wappen Steyrers

Drei weitere Fresken zeigen
- Die Gründungslegende der Lindenberg-Wallfahrt (Chor-Südwand, Grundriss 15). Maria erscheint einem Bauern, gibt ihm ein kleines Kreuz und beauftragt ihn, eine größere Kapelle zu bauen.
- Taufe Jesu (Chor-Südwand, Grundriss 14). Eine lebendige Szene mit dem Jordan, in dem Jesus steht, während Johannes der Täufer ihm aus einer Schale Wasser über den Kopf gießt und in einem Strahlenkranz die Geisttaube herabfliegt.
- Wappen Philipp Jakob Steyrers (am Chorbogen, Grundriss 25). Es zeigt im linken (heraldisch rechten) Schild das Wappen der Abtei, darin die gekreuzten Petrusschlüssel für das Kloster selbst, ein Geier für den Weiler Geiersnest, heute zu Bollschweil gehörend, zwei silberne Balken für das Priorat St. Ulrich im Schwarzwald, ein Kreuz auf einem Stern für das Priorat Sölden. Der rechte (heraldisch linke) Schild ist das persönliche Wappen Steyrers mit Hirschgeweihen und rot-silbern-schwarzen Bändern.[22]

### Sonstige Ausstattung

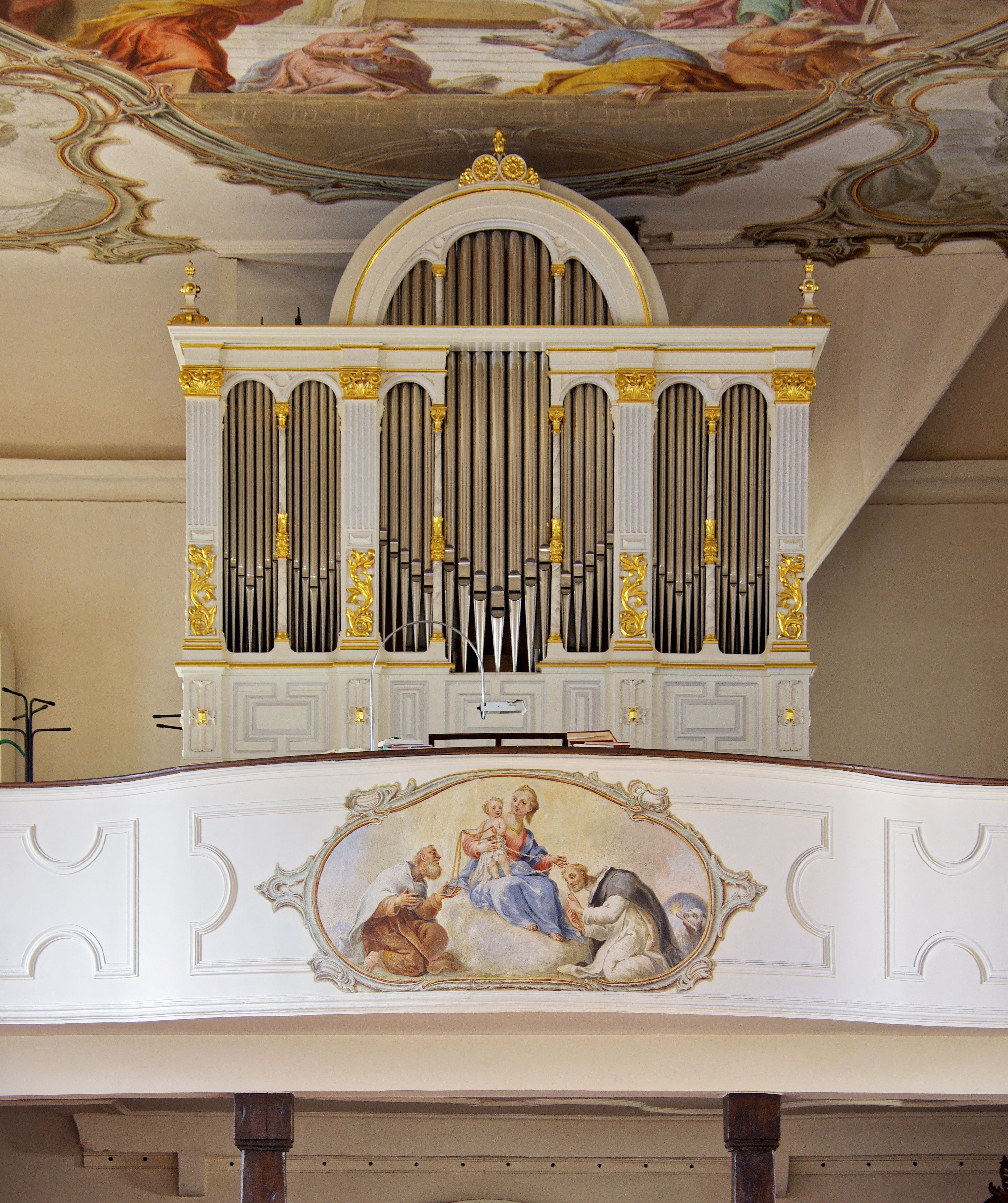
Orgel in St. Jakobus

Nicht von Faller sind die Madonna mit Kind links und der heilige Jakobus rechts auf Konsolen am Chorbogen. Nicht von ihm sind auch das Kreuz am Chorbogen, ein Werk von etwa 1500, das Pfarrer Gustenhofer 1901 im Kunsthandel erwarb, und der Beichtstuhl, den um 1770 Bruder Egidius Butsch (1725–1785) vom Kloster Ettenheimmünster schnitzte. Der Kreuzweg stammt aus dem Jahr 1819. Auf der Mitte der Brüstung zeigt ein Gemälde Gösers, wie Maria mit dem Kinde dem heiligen Simon Stock ein Skapulier und dem heiligen Dominikus einen Rosenkranz übergibt.

### Orgel
Das Instrument wurde 1873 von Johann Heinrich Schäfer aus Heilbronn mit mechanischen Kegelladen und freistehendem Spieltisch erbaut. Verteilt auf zwei Manuale und Pedal besitzt die Orgel zwölf Register. Sie zählt zu den wenigen original erhaltenen Werken aus jener Zeit und stellt klanglich sowie technisch ein wertvolles Zeitdokument des romantischen Orgelbaus dar.
| I Manual C-f3 |       |
| Principal     | 8′    |
| Gedeckt       | 8′    |
| Octav         | 4′    |
| Quinte        | 2 ⁄3′ |
| Flautino      | 2′    |
| Mixtur IV     |       |

| II Manual C-f3 |    |
| Flöte          | 8′ |
| Salicional     | 8′ |
| Rohrflöte      | 4′ |

| Pedal C-d1 |     |
| Subbass    | 16′ |
| Oktavbass  | 8′  |
| Fagottbass | 8′  |

- Koppeln: II/I, I/P

## Glocken
Im Dachreiter über dem vorderen Teil der Kirche sind vier Glocken untergebracht, die 1958 von Friedrich Wilhelm Schilling aus Heidelberg gegossen wurden.
| Nr. | Name               | Durchmesser | Gewicht | Schlagton | Inschrift |
| --- | ------------------ | ----------- | ------- | --------- | --- |
| 1   | Christus           | 773 mm      | 285 kg  | h‘-2      | Christus dem König bin ich geweiht, ich mahne die Menschen der flüchtigen Zeit dient treulich dem König der Ewigkeit         |
| 2   | Jakobus            | 708 mm      | 229 kg  | cis‘‘-2   | Jakobus Apostel und Kirchenpatron erbitte von Gott daß er gnädig uns schon und hilf uns erlangen den ewigen Lohn             |
| 3   | Maria              | 631 mm      | 186 kg  | dis‘‘-4   | Maria Friedenskönigin du Mutter mit dem milden Sinn erflehe uns Frieden für die Zeit und Frieden für die Ewigkeit            |
| 4   | Bernhard von Baden | 586 mm      | 119 kg  | fis‘‘-2   | Bernhardus von Baden du christlicher Held hilf kämpfen und leiden wie du in der Welt damit wir gelangen zum himmlischen Zelt |

Ein elektromechanisches Uhrwerk sorgt für den Uhrschlag, in den alle vier Glocken eingebunden sind: Glocke eins schlägt die vollen Stunden, die übrigen sorgen für den Viertelstundenschlag. Ferner treibt das Uhrwerk die Zeiger auf den beiden Zifferblättern, die am Dachreiter angebracht sind.